# Domestizierung in Nordafrika
Tier- und Pflanzendomestizierung in Nordafrika sind zwei der drei primären Kennzeichen einer neolithischen Kultur. Alle übrigen wie Steinschliff und -bohrung, spezielle Werkzeuge wie Sicheln und Reibsteine, Techniken wie Weben und Spinnen oder Pflügen sowie die Vorstufen der Schrift sind letzten Endes zwangsläufige Folgewirkungen der drei Primärfaktoren. Der dritte Primärfaktor ist der Umgang mit Keramik, der in Afrika bereits als Phänomen teilsesshafter Jäger und Sammler auftrat. Er wurde für Ackerbauern wichtig, um Nahrung zu bevorraten bzw. aufwendiger zuzubereiten.

## Grundlagen
In den verschiedenen Gebieten, in denen das Neolithikum (teilweise im Holozän) entstand, also vor allem den Tälern von Jangtsekiang und Indus, dem Zweistromland sowie später in Mittelamerika und den Anden (wo es außer dem Lama keine Tierdomestikationen gab) existierten ganz unterschiedliche Schwerpunkte, je nachdem, welche Pflanzen und Tiere zur Verfügung standen. Das hatte auch Folgen für grundlegende Kulturtechniken. So wurde etwa in Altamerika das Rad als Gebrauchsgegenstand nicht genutzt (erfunden schon, aber nur für Kinderspielzeug), da es vor allem in Mesoamerika zu domestizierende Zug- und Reittiere in der Natur nicht gab und im gebirgigen Andenbereich, wo mit dem Lama ein geeignetes Tier zur Verfügung stand, Räder nicht sehr sinnvoll waren.
Wichtig im Falle Nordafrika aber ist die Tatsache, dass die Sahara als hier weitaus größte regionale topografisch-klimatische Einheit zur Zeit der Domestikationen im Holozän keine Wüste war, sondern, belegt unter anderem durch Funde von Fischereigerät wie Angelhaken, Harpunen und Fischknochen, eine Baumsavanne mit Wasserstellen, Seen und Flüssen, eventuell Galeriewäldern, und sie sich erst später zu dem extrem trockenen Gebiet wandelte, wie es sich heute etwa in der auch Libysche Wüste genannte Ostsahara präsentiert. Dementsprechend war die dortige Tier- und Pflanzenwelt anders zusammengesetzt und bot ein anderes Ausgangsmaterial für Domestikationsversuche. Dies gilt für die Tier- wie für Pflanzendomestikation, wobei man bei letzterer in der heutigen Libyschen Wüste mit einer Savannen- und Oasenvegetation zu rechnen hat, weshalb im Abschnitt Pflanzendomestikation Arten aufgenommen wurden, die heute nur noch in feuchten Gebieten wie dem Niltal oder Delta vorkommen oder an der Mittelmeerküste, zumal bei der Betrachtung altägyptische Fresken auffällt, wie viele Bäume und andere Pflanzen hier dargestellt sind. Archäologisch belegt ist diese Gestalt der Vegetation unter anderem durch die Auswertung von Holzkohlen an prähistorischen Fundstellen und von Pollen und Pflanzensamen in Sedimenten.

## Haustiere

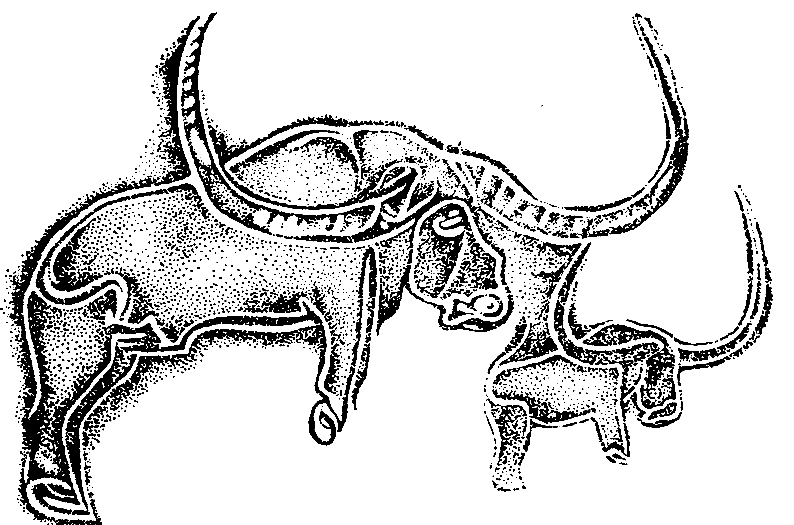
Wildrind; Nachzeichnung eines Felsbildes der Rinderperiode vom Tel Issaghen, Fezzan

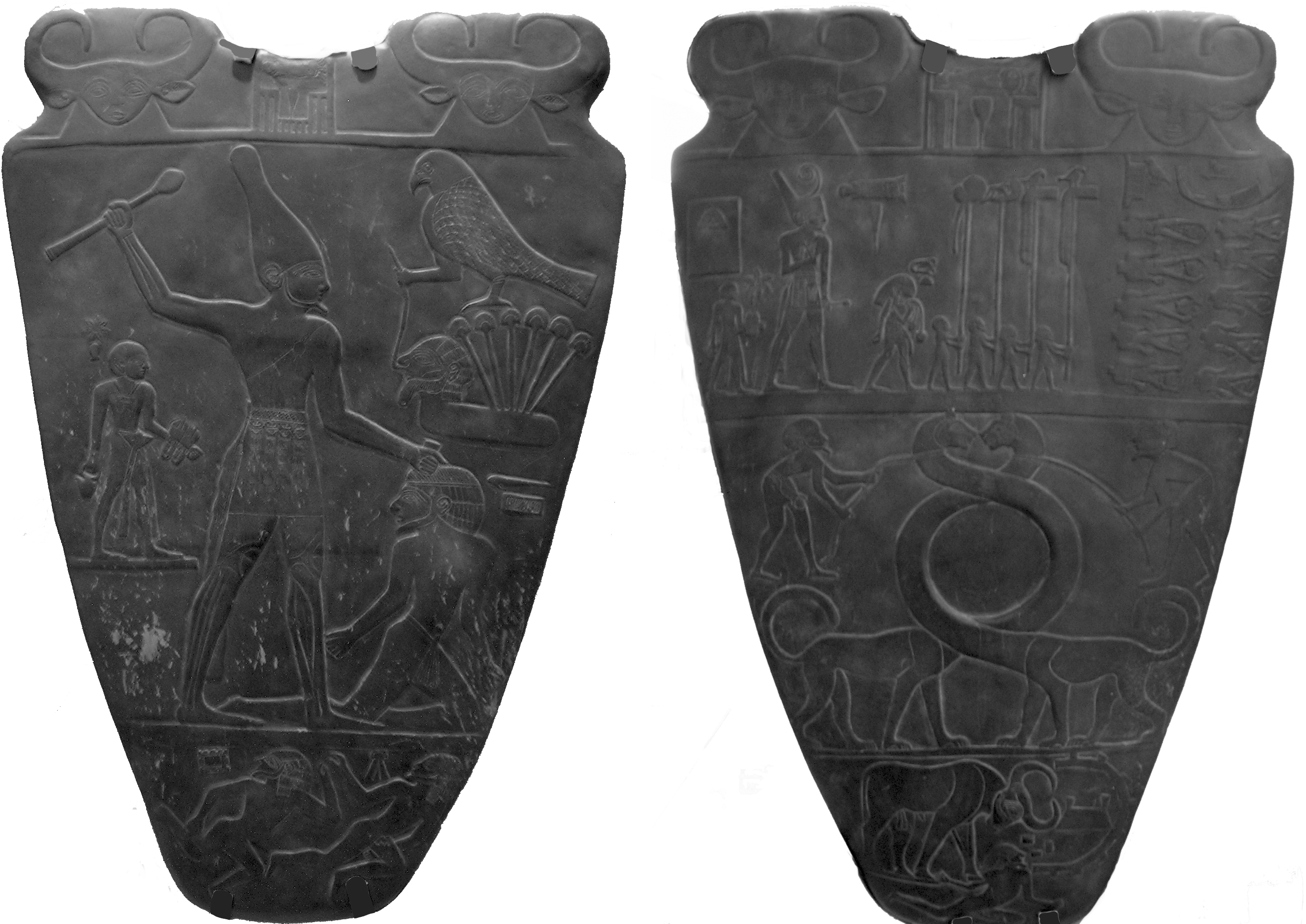
Die sogenannte Schminkpalette des Narmer; die beiden Tierköpfe im oberen Teil könnten Bubalus darstellen, sie sind hier Symbole der Hathor als Himmelskönigin; auch in den übrigen Tafeln der Thinitenzeit sind Steppentiere dargestellt

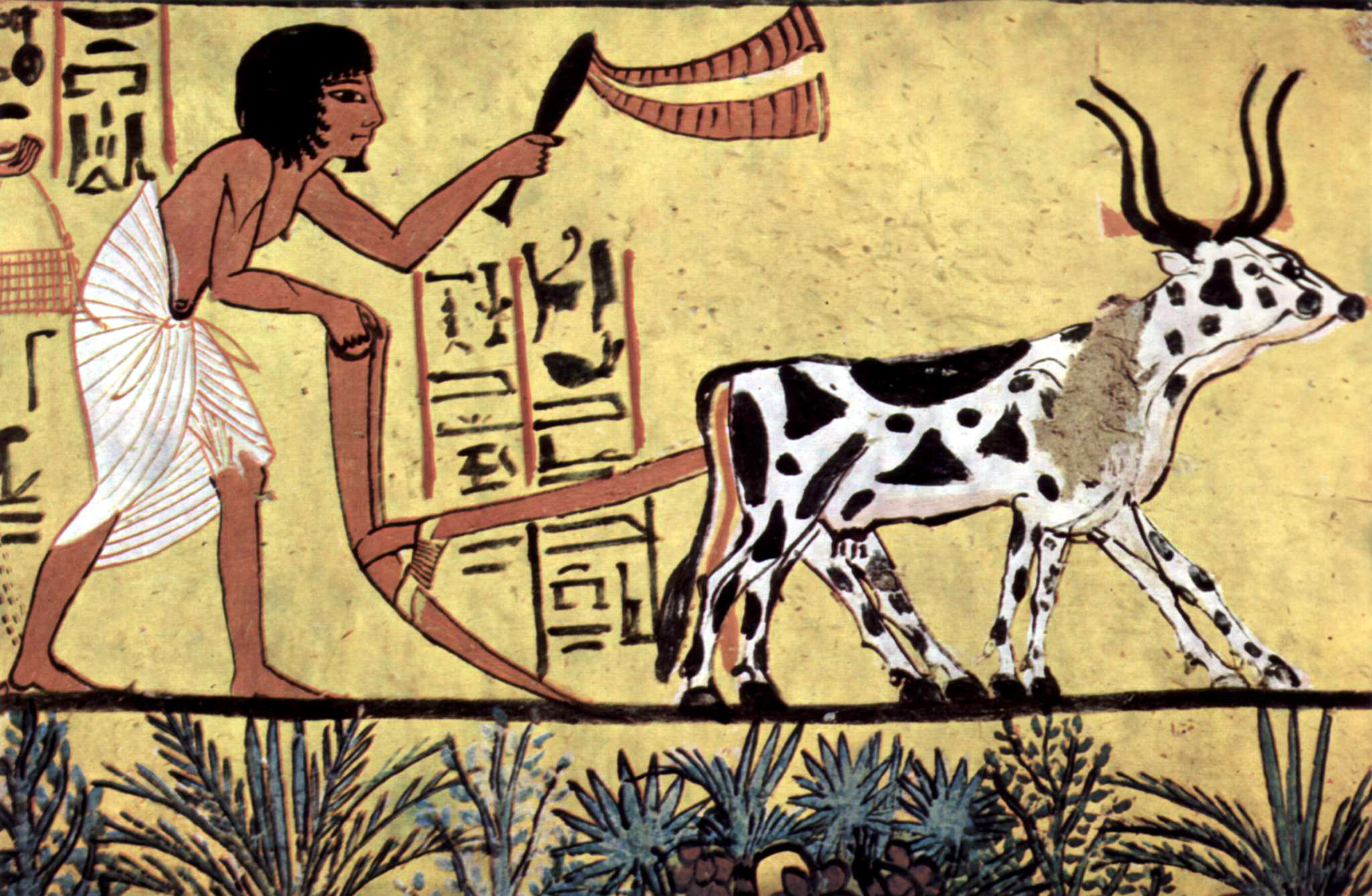
Grabkammer des Sennudem (um 1200 v. Chr.); geschecktes Zuchtrind

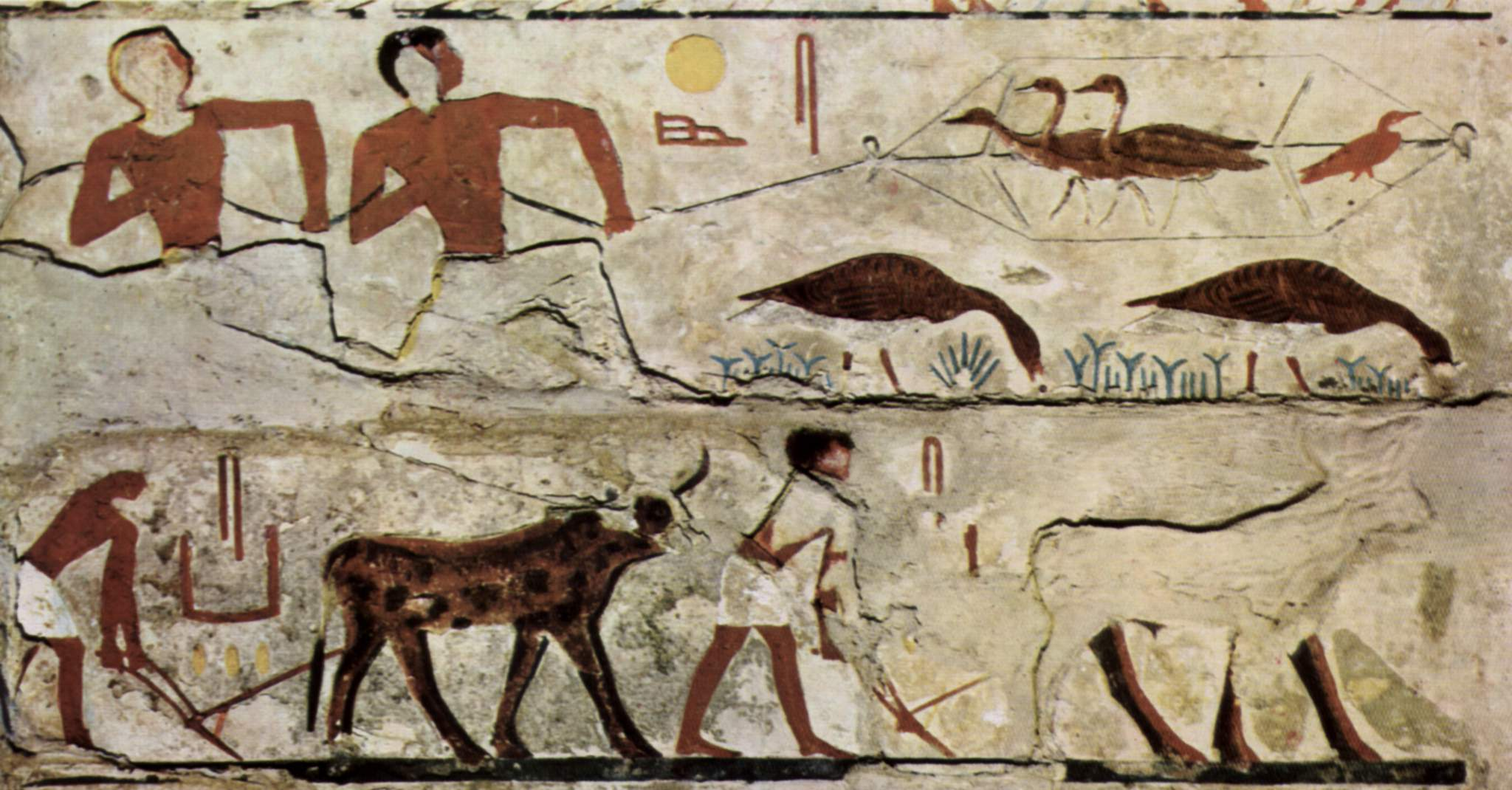
Grabkammer des Nefermaat und der Itet, Medûm. Vogelfang (Gänse) und Feldbestellung mit schon recht kleinen Rindern. 4. Dynastie, 2700 v. Chr.

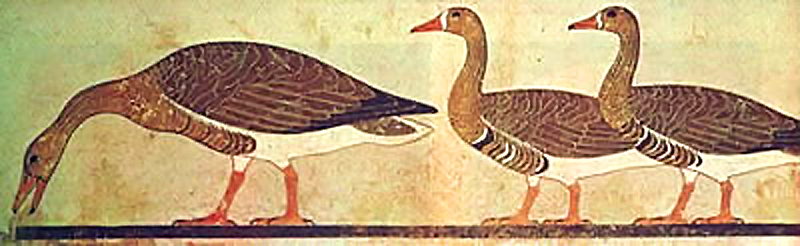
Die berühmte Gänsedarstellung aus der Mastaba von Snofrus Wesir Nefermaat aus der frühen 4. Dynastie zeigt wohl noch halbwilde Gänse, die wie in der vorigen Abbildung gefangen wurden

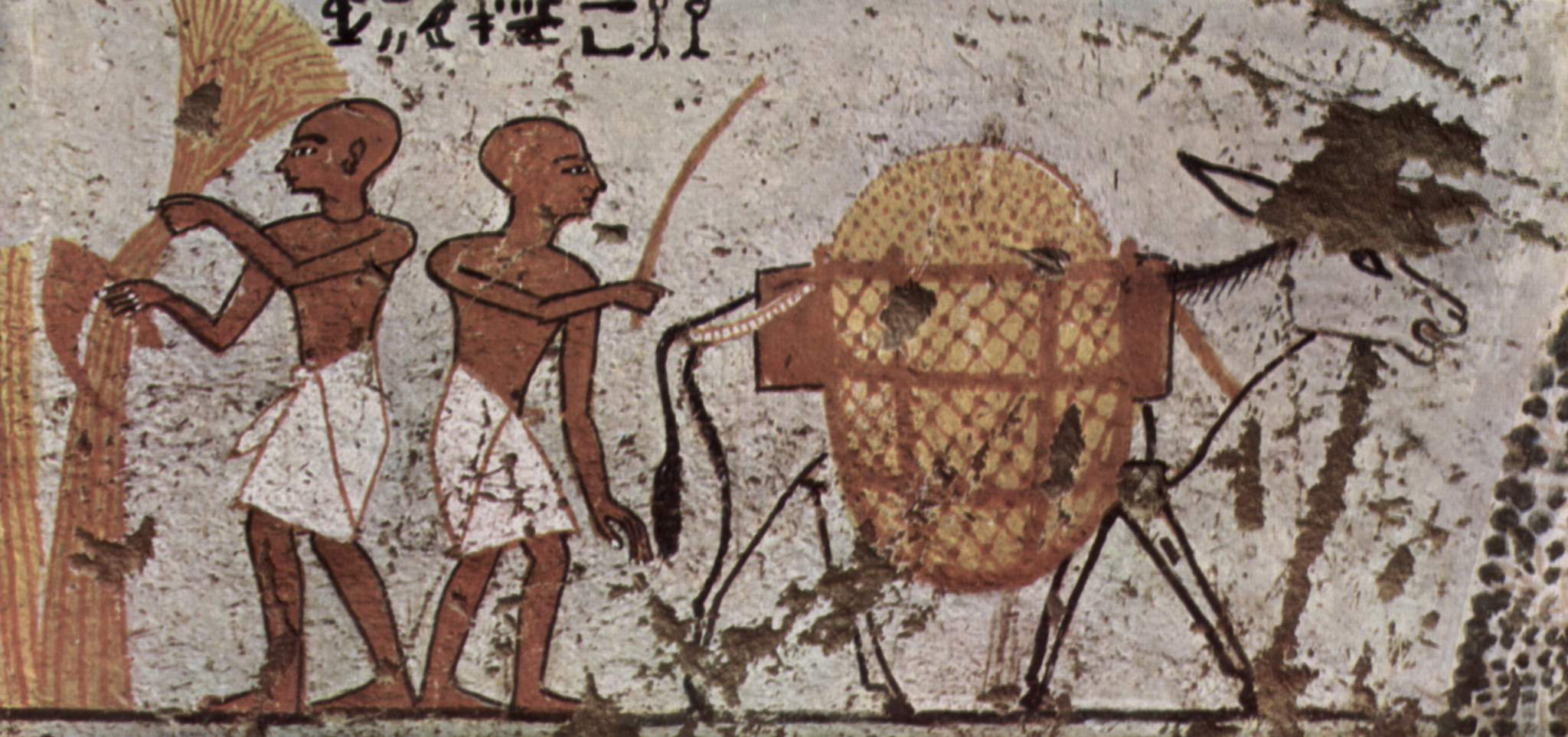
Wandbild in der Grabkammer des Priesters Panehsi: Esel mit Bauern, um 1298–1235 v. Chr.

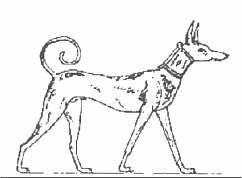
Altägyptischer Pharaonenhund Tesem vom Windhundtyp, ca. 3000 v. Chr. (Nachzeichnung)

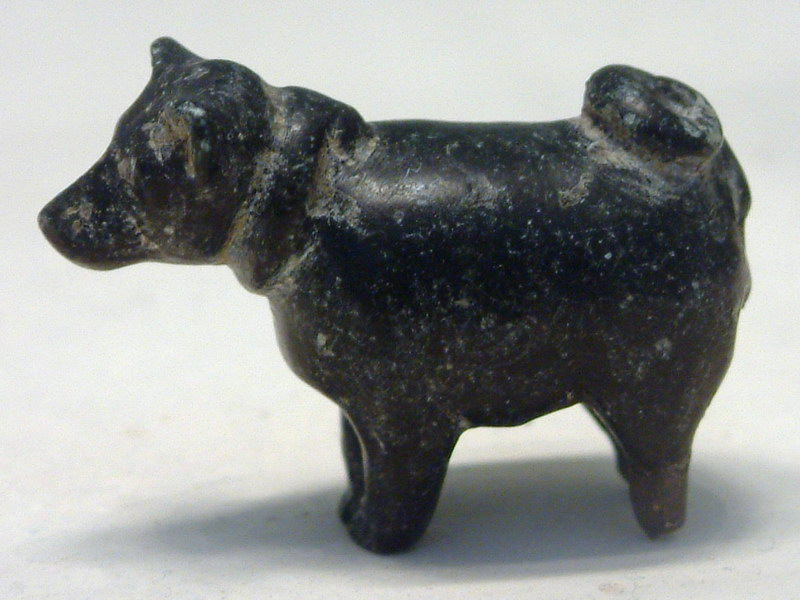
Mopsartiger Hund aus der prädynastischen Periode Prä-Negade, Negade I oder Amratien, Material Chlorit (Louvre)

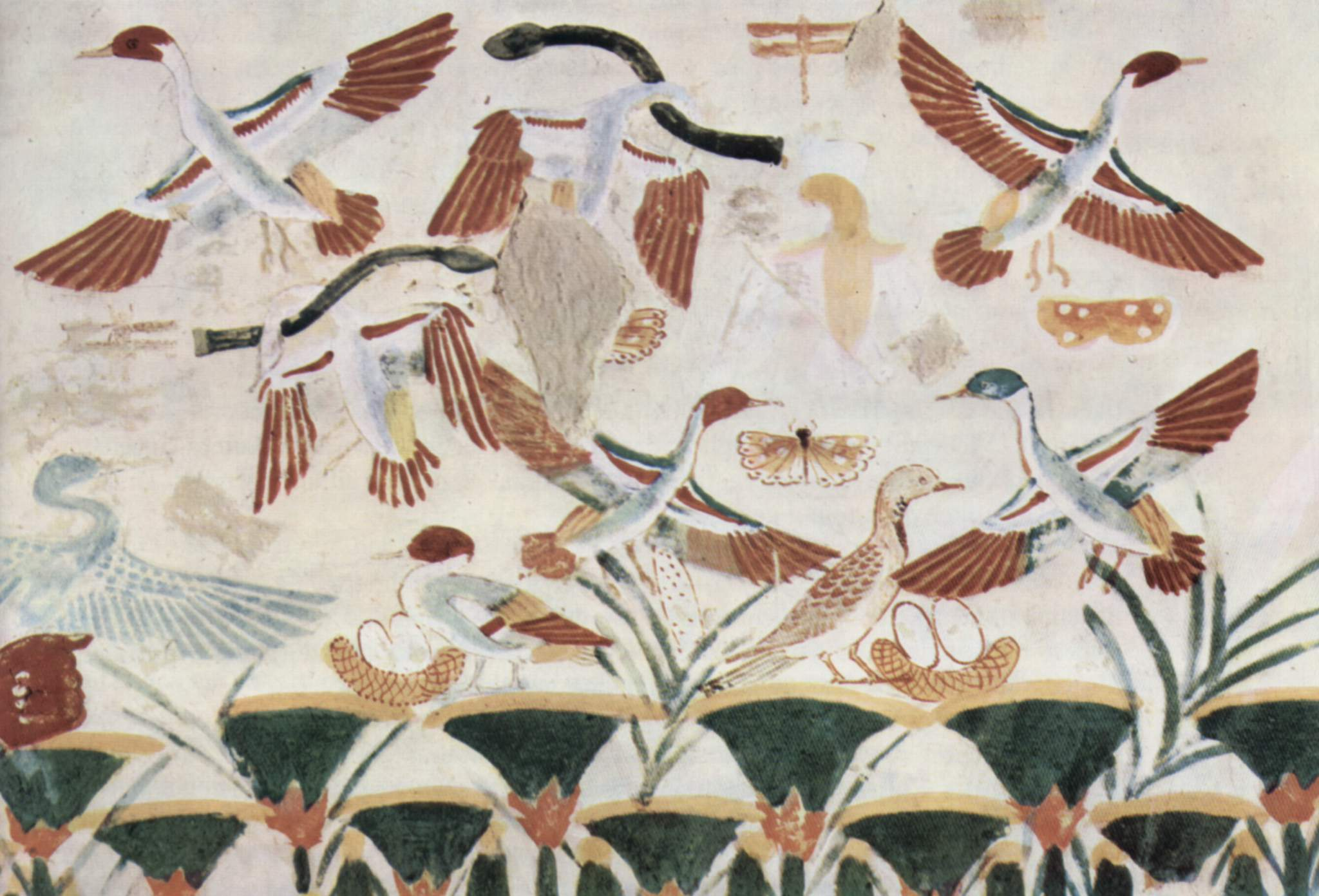
Entenjagd. Grabkammer des Schreibers Nacht, Theben West, 1422–1411 v. Chr.

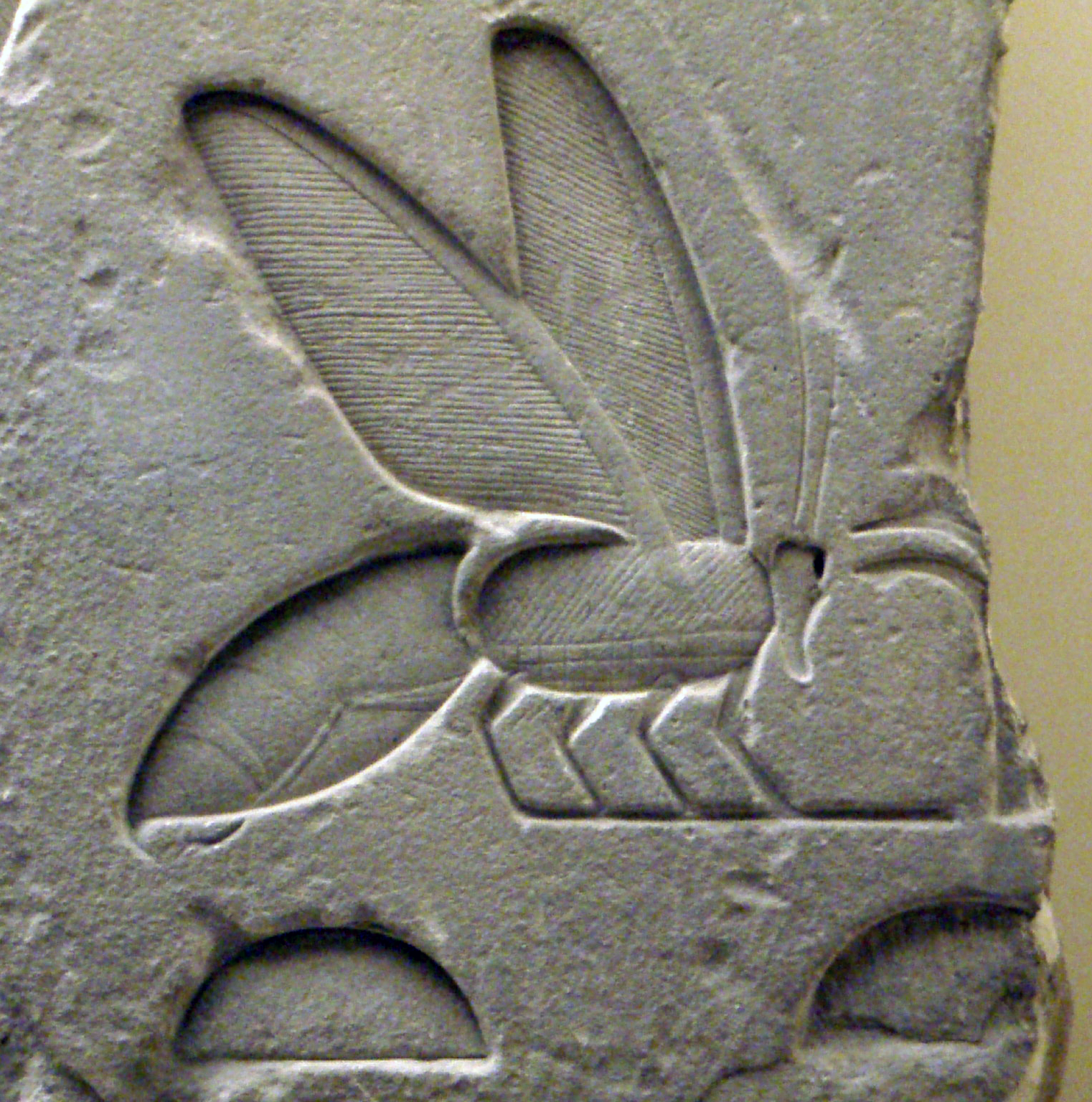
Teile einer Bienenhieroglyphe, Grab Sesostris I., 12. Dynastie 1971–1926 v. Chr.

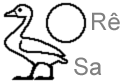
Enten-Hieroglyphe: Sohn des Re für „Pharao“

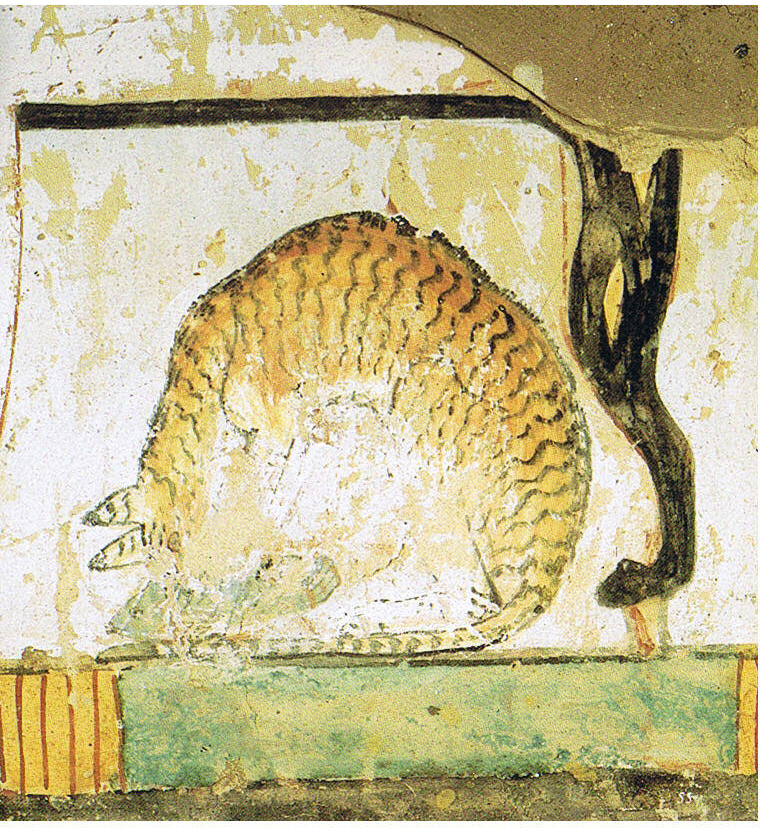
Grab des Nacht, 15. Jh. v. Chr. Hauskatze unter dem Stuhl ihres Herren Nacht

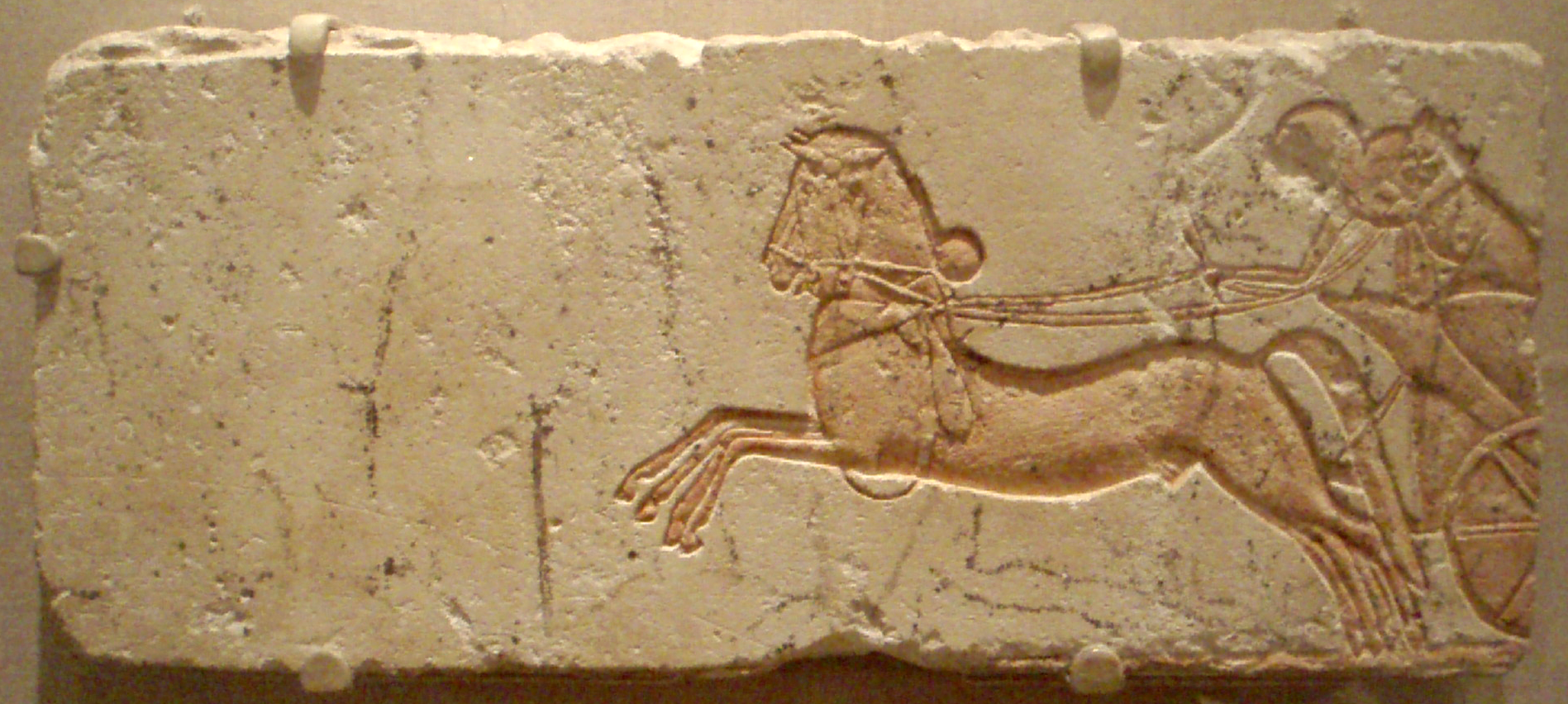
Streitwagenszene; Relief aus der Amarna-Zeit des Pharao Echnaton, zweite Hälfte des 14. Jahrhunderts v. Chr.

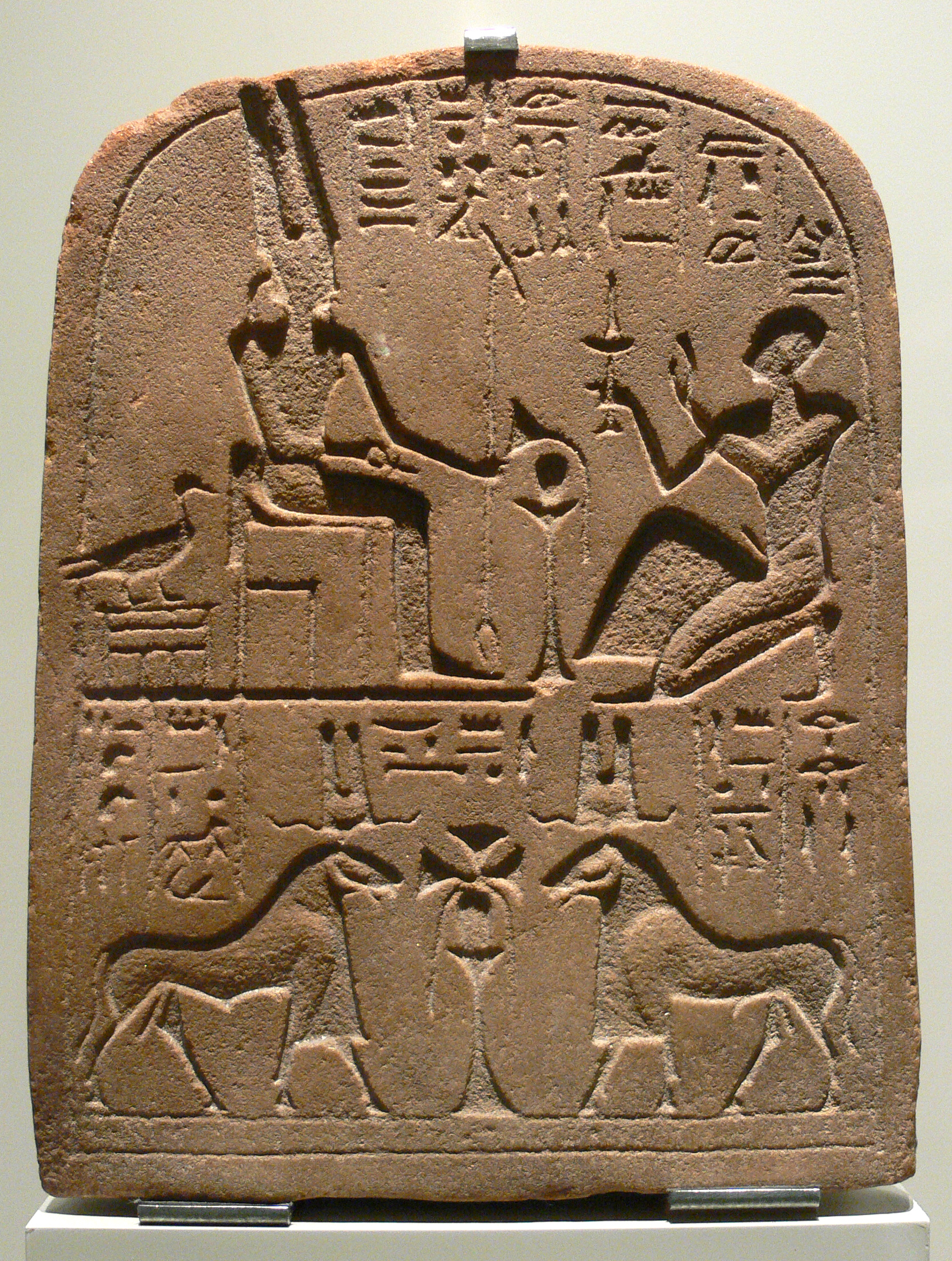
Stele mit dem Gott Amun in verschiedenen Erscheinungsformen (Mensch, Gans und Widder), Abydos; Spätzeit, 25. Dynastie, um 700 v. Chr.

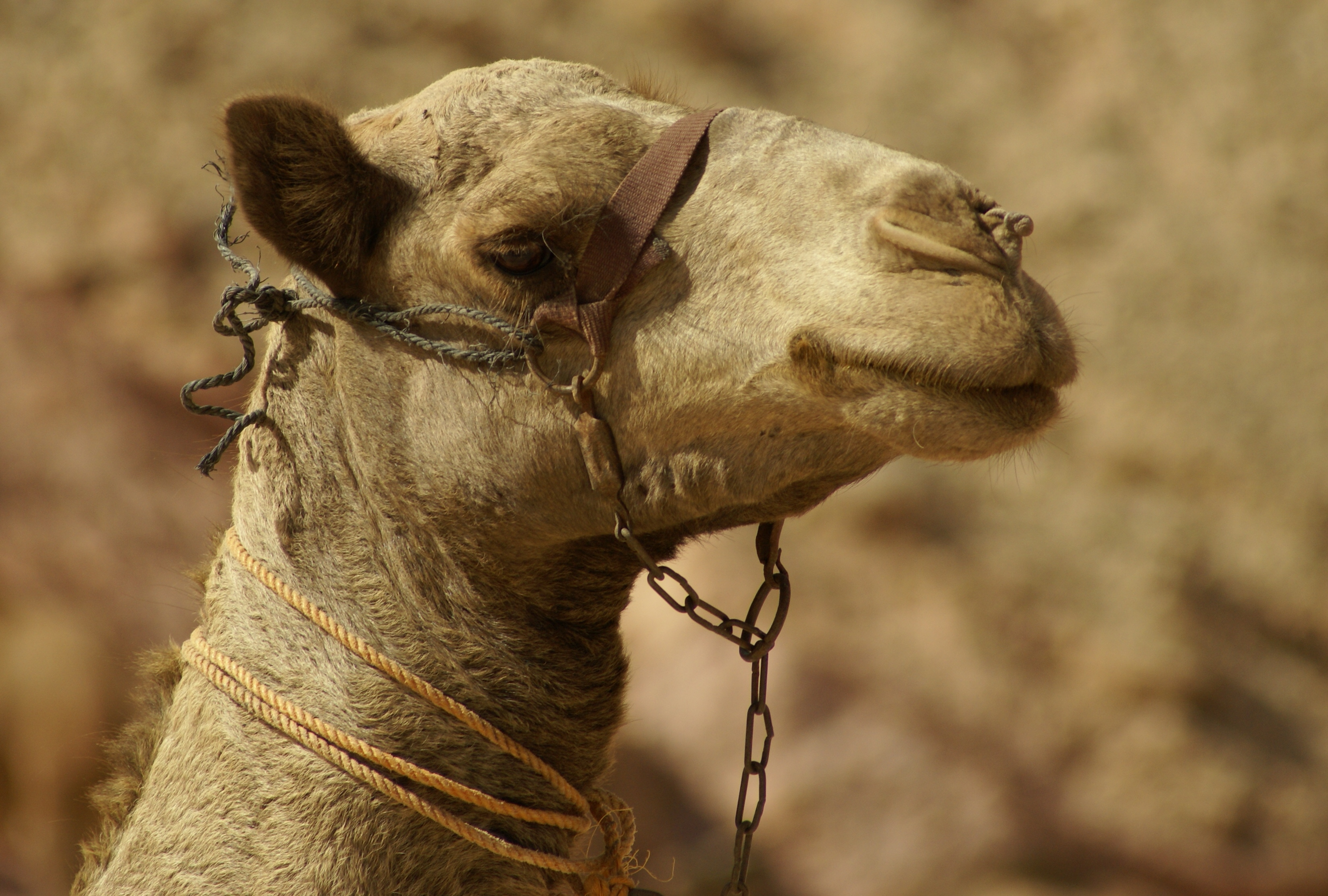
Dromedar; den arroganten Blick hat es nach islamischer Überlieferung, weil es als einziges den hundertsten Beinamen Allahs kennt

### Problematik
Von Interesse ist hier vor allem die Ostsahara. Die noch bis in die Achtziger des vorigen Jahrhunderts in Fachbüchern anzutreffende Feststellung, die drei einzigen in Afrika domestizierten Tiere seien der Esel, die Katze und das Perlhuhn kann heute so nicht mehr aufrechterhalten werden, vielmehr stellt sich uns das neolithische Domestikationsgeschehen nun viel komplexer dar. Insgesamt setzt die Landwirtschaft in Ägypten relativ plötzlich um 5200 v. Chr. mit der Ankunft eines kompletten Bündels aus domestizierten Pflanzen und Tieren aus Vorderasien ein. Überhaupt zeigen sich dabei vor allem in der Merimde-Kultur und der Kultur des Fayum am Südrand des Nildeltas sehr enge Beziehungen zur Levante. Auch gleichen die dortigen Skelettfunde eher denen in Vorderasien als denen der lokalen Bevölkerung, so dass einige Wissenschaftler vermuten, es könnte sich um eine Wanderbewegung aus Richtung Palästina gehandelt haben.
Um die Ursprünge eines heutigen Haustieres festzustellen, gibt es mehrere Möglichkeiten:
- die Genetik und Biologie der Wild- und Haustierformen,
- ihre heutige Verteilung und ihre Rassen,
- archäologische Befunde, z. B. Knochen, Mumien und Geräte,
- Abbildungen und andere Darstellungen in der Kunst sowie
- gelegentliche Berichte in alten Texten.

Mitunter wurden Domestikationen aber auch parallel in mehreren Weltgegenden vollzogen, wobei es dann oft später über Importe zur Vermischung von Haustierrassen gekommen sein könnte.
Domestikationen sind aber auch in ihrer Zusammensetzung und Herkunft für jede Kultur aussagekräftig, vor allem was Ökonomie, religiöse Bräuche, aber auch gesellschaftliche Faktoren angeht. Für die Sahara und ihre Kulturen konzentriert sich von den reinen Küstenbereichen einmal abgesehen, die aber vorwiegend von Ost nach West führende Informationskorridore für Kulturtechniken waren, das Interesse hier vor allem auf Ägypten und den Nordsudan, wo es vor dem Hintergrund des Sahara-Sudan-Neolithikuns und des unterägyptischen Neolithikums mehrere originäre und/oder parallele Domestikationen gegeben hat. Die meisten der großen Haustiere im Bereich der Ostsahara und hier vor allem auch des Niltales sind jedoch Importe oder zwar wie eventuell im Falle des Rindes und des Esels eigenständige Domestikationen, die aber auch in anderen Kulturen im Rahmen der überall einsetzenden Tierzucht parallel vollzogen wurden, so dass es heute oft kaum mehr möglich ist sicher festzustellen, wo jeweils der Ursprung genau lag. Eigene Domestikationen sind vor allem dann zu vermuten, wenn die Wildformen im Bereich der heutigen Ostsahara also der Libyschen Wüste vorkommen oder vorkamen.
Besonders interessant in diesem Zusammenhang ist der Fall des Rindes, das in der sog. Bubalus-Feldbildperiode zwischen 6000 und 1500 v. Chr. quer über das Gebiet der Sahara als allerdings zunächst wohl halbwildes Vieh gehalten wurde. Zahlreiche neolithische Fesselsteine, die Tiere am Weglaufen hindern, kann man noch heute in der Wüste finden. Die südliche Grenze des Vorkommens der Wildrinder bildete offenbar der 25. Breitengrad.

### Kleine Haustiere
Von den kleinen Haustieren ist nur das Huhn mit Sicherheit als nordafrikanische Domestikation auszuschließen. Die heutige Form stammt vom südostasiatischen Bankivahuhn (Gallus gallus) ab; die vier in der Sahara lebenden Flughuhnarten kommen dafür nicht in Frage. Einen Sonderfall stellt hier aber das in Afrika verbreitete Perlhuhn dar. Stammform ist das Helmperlhuhn (Numidia meleagris), das mit etwa 20 Unterarten über ganz Afrika verbreitet ist. Es war bereits im prädynastischen Ägypten bekannt, wo es sehr viel weiter nördlich vorkam als heute, und wo es vermutlich auch domestiziert und später von den Römern übernommen wurde, jedoch im Mittelalter aus unklaren Gründen verschwand und erst von den Portugiesen Ende des 15. Jahrhunderts wiederentdeckt und ein zweites Mal domestiziert wurde. Es gibt sogar eine Perlhuhn-Hieroglyphe (Sennār).
Enten und Tauben sind problematisch, erstere ist aber ikonographisch bedeutsam, bei letzterer kommt die Wildform in der Sahara bis heute vor; sie sind daher unten mit aufgeführt. Hasen wurden weltweit nie domestiziert (obwohl es in Ägypten bei Hermopolis Magna und Amarna ein Hasengau gab, was sich aber wohl auf die dort häufigen Wildhasen bezog, zumal alle 7 mit Tiernamen bezeichnete ägyptischen Gaue nicht nach Haustieren benannt sind), Kaninchen erst im frühen europäischen Mittelalter.
Folgende Domestizierungen sind mit Ausnahme des bereits erwähnten Perlhuhns damit für das Gebiet der Libyschen Wüste, hier insbesondere Nordsudan, Ostlibyen und das alte Ägypten, als potentiell möglich bis sicher anzunehmen:
- Die Honigbiene Apis mellifera ist neben dem chinesischen Maulbeerspinner das einzige domestizierte Insekt überhaupt und wurde wohl zuerst im 4. Jahrtausend im Anschluss an die viel ältere und vor allem in Europa in der Felskunst belegten Wildbienennutzung in Ägypten domestiziert, wohl auch als Folge des nesterzerstörenden Raubbaus, den man zuvor betrieb und damit die Zahl der Bienenvölker dramatisch senkte. Eine frühe Darstellung findet sich im Tempel von Ne-User-Re in Abū Ghurāb um 2400 v. Chr.[4] Wie wichtig die Bienenzucht im Alten Ägypten war, erkennt man auch daran, dass die Biene als Symbol des unterägyptischen Königtums Verwendung fand und in vielen Hieroglyphen und hier vor allem bei Königsbezeichnungen vorkommt (Ideogramm: König von Unterägypten). Aber auch in anderen alten Kulturen, etwa der der Chaldäer, war die Biene herrscherliches Symbol. Zugrunde liegt das Bild eines von einem König geleiteten, gut organisierten Staates (die Bienenkönigin hielt man lange für männlich); außerdem ist die Bienenhieroglyphe mit sechs Beinen Symbol des Rades mit sechs Strahlen und damit Sonnensymbol. Die Bienenhaltung in Tonröhren (sie gibt es in Ägypten bis heute) und die Honigverarbeitung sind auf Darstellungen in Gräbern mehrfach bezeugt.
- Die Graugans Anser anser, die Stammform der Hausgänse, wurde in Ägypten in der 2. Hälfte des 3. Jahrtausends domestiziert. Die ältesten Belege für ihre Domestikation stammen entsprechend von dort, und sie wurde schon früh neben der Nilgans, Blässgans und Saatgans ein beliebtes Speise- und Opfertier. Man fing sie mit Netzen (s. Bild) und mästete sie dann. Dabei vollzog sich offenbar der Übergang von der Gefangenschaftshaltung zur vollständigen Domestikation. Indikatorisch ist dabei das immer häufigere Auftreten von weißen, in der freien Natur wegen der fehlenden Tarnung kaum überlebensfähigen Gänsen in den Darstellungen. Bereits auf einem Grabrelief aus der 5. Dynastie (2480–2320 v. Chr.) ist das Stopfen von Gänsen dargestellt.
- Die Ente als domestizierter Abkömmling der Stockente (Anas platyrhynchos) wurde möglicherweise in Ägypten und Mesopotamien nebenher gehalten, vor allem für den Totenkult (das gilt aber auch für die später nicht domestizierte Spießente Anas acuta). Allerdings scheint dabei die Stufe der eigentlichen Domestikation nicht erreicht worden zu sein, sondern nur wie bei der Gans eine Gefangenschaftshaltung, die in diesem Falle erst im späten Mittelalter Europas in eine echte Domestikation überging. Als Hieroglyphe ist die Ente aber recht häufig, vor allem in der Bedeutung Sohn, also auch in Königsnamen, die häufig mit Sohn des Re etc. beginnen.
- Die Taube entstammt der weltweit verbreiteten, auch in den bergigen Randgebieten der Sahara lebenden Felsentaube (Columba livia). Man findet bis heute in Ägypten auf vielen Hausdächern große Taubenhäuser, die auf dem Land meist noch so gebaut sind, wie dies im alten Ägypten üblich war. Die in der Wüste oder ihren Randgebieten bzw. Oasen lebenden Kleintauben der Gattung Streptopelia gehören allerdings nicht zu den zoologischen Urformen der Haustaube. Vermutlich verlief die Domestikation aber nicht gezielt, vielmehr scheint sich die Taube, wie das ja auch beim Hund (als Jagdbegleiter, der die Überreste fraß) und Katze (hier wegen der Mäuse und Ratten in den Kornspeichern) so ähnlich gewesen sein mag, nach und nach in den kleinen bäuerlich-neolithischen Siedlungen der Frühzeit wegen des dort reichen Körnerangebotes als Kulturfolger bevorzugt niedergelassen zu haben. Erste Nachweise gibt es jedenfalls schon für das 5. Jahrtausend v. Chr. im syrisch-nordirakischen Raum und in Palästina, wo die Taube später im Judentum ein zentrales Symbol wurde. Vermutlich standen dabei überall weniger wirtschaftliche Motive im Vordergrund, sondern religiöse, obwohl in Alan Gardiners Liste (Gardiner-Liste) keine einzige Taubenhieroglyphe aufgeführt ist und auch das Wort Taube fehlt.[5] Allerdings standen Tauben auch schon im 3. Jahrtausend v. Chr. auf dem Speisezettel der Ägypter. Um 1300 v. Chr. wurden sie hier auch bereits als Kuriere verwendet, etwa um die Nachricht von der Krönung eines Pharao zu überbringen. Mythologisch spielte aber kein anderer Vogel eine so hervorgehobene Rolle wie die Taube, die in Vorderasien, Indien und Ägypten als Symbol der Muttergottheit, der Liebe und Fruchtbarkeit galt, dazu der Reinheit.
- Die Hauskatze Felis silvestris libyca findet sich als eigenständige Domestikation in Ägypten im 2. Jahrtausend v. Chr., also erst im Neuen Reich. Gelegentliche Domestikationen dürfte es aber schon früher gegeben haben, ebenso wie spätere Einkreuzungen anderer Wildkatzenarten für möglich gehalten werden. Als heiliges Tier der Göttin Bastet erlebte dann der Katzenkult einen Höhepunkt in der 22. und 23. Dynastie (945–715 v. Chr.). Bubastis im Delta war damals die Stadt der Göttin und stand unter libyscher Herrschaft. Katzen wurden wie Hunde häufig mumifiziert und ehrenvoll beerdigt.
- Mögliche Domestikation Hund: Hunde- bzw. schakalköpfige Mischwesen, die möglicherweise Schamanen darstellen, gibt es schon in den Felsbildern der Sahara (Jägerperiode im Wadi Mathendous[6] des Fezzan und im Tadrart Acacus). Der bislang älteste Beleg in Ägypten stammt aus dem 5. Jahrtausend v. Chr. (Knochenfunde aus der neolithischen Siedlung von Merimde-Benisalâme, westl. Nildelta). Da es in Nordafrika keine Wölfe gab, müsste es sich um einen Import gehandelt haben, evtl. aus Vorderasien. Es dürfte sich um einen Windhundtyp gehandelt haben, der vor allem für Jagdzwecke gehalten und später sogar bestattet wurde, wie Abbildungen des Alten Reichs belegen, die sog. Tesem, Pharaonenhunde, darstellen, wie sie etwa auch Tutanchamun zur Jagd benutze. Sehr bald gab es dann auch, wie zahlreiche Darstellungen des Mittleren und Neuen Reichs belegen, bereits verschiedene Hunderassen von kleinen Schoßhunden bis zu schweren, für die Löwenjagd geeigneten Hunden und Kampfhunden sowie Palasttieren mit unterschiedlichen Schwanz-, Bein-, Ohr- und Körperformen, ähnlich der heutigen Situation. Als Hieroglyphe bezeichnet er den Gott Anubis. Die Schakalhieroglyphe hat die übertragene Bedeutung Würde, Wert. Ob Hund/Schakal auch als Symboltier des Gottes Seth dienten, ist heftig umstritten. Da aber der Schakal schon mit Anubis verbunden war und das Symboltier des Seth wie der Gott selbst stark negative Eigenschaften haben müsste, gilt dies sowohl für Hund wie Schakal (und Esel) als wenig wahrscheinlich (eher schon für das Erdferkel, das einige Ägyptologen als Symboltier für Seth vermuten).

### Große Haustiere
Schaf (aus dem Wildschaf der Gattung Ovis, das in Nordafrika nicht vorkommt), Ziege (aus der Wildziege der Gattung Capra, östlich des Nils war nur der nicht domestizierte Steinbock heimisch) und Schwein (aus dem Wildschwein Sus scrofa) wurden nicht in Nordafrika domestiziert, sondern später eingeführt, nämlich ungefähr zur gleichen Zeit zu Beginn des 5. Jahrtausends v. Chr. Aus dieser Zeit jedenfalls gibt es die ersten archäologischen Nachweise für alle drei Tierarten in Merimde-Benisalâme im Nildelta, ein Hinweis darauf, dass sie aus Richtung Palästina und/oder Mesopotamien importiert wurden, wohin es schon damals relativ einfache Verbindungen entlang der Küste gab, wie der Austausch anderer neolithischer Kulturtechniken zeigt, der zum Beispiel für die Frühphase der neolithischen Merimde-Kultur mit der Levante nachgewiesen wurde, von wo Steinwerkzeugformen, Keramik und vor allem Emmer, Flachs und eben auch Schaf, Ziege und Schwein eingeführt wurden, ebenso das Rind, dessen Domestizierung allerdings nicht vollständig geklärt ist. Von den genannten vier Tierarten sind in ihren Wildformen nur Rind und Schwein in Nordafrika heimisch gewesen, etwa das Wildschwein im Niltal und an der nordwestlichen Küste, das Wildrind im Küstenbereich von Nordafrika; sie wurden aber erstmals im Bereich des Fruchtbaren Halbmondes domestiziert. (Zum Problem des Bubalus s. unten.)
Da es die Wildform der Ziege im Bereich der Sahara nicht gab, fehlt auch die alte neolithische Gestalt des Ziegendämons, die sonst als vermutlich früheste übernatürliche Wesenheit in Vorderasien überall nachweisbar ist. In den Felsbildern wurde sie offenbar durch Hundeköpfige ersetzt, und auch in der ägyptischen Mythologie kommt sie nicht vor. Ob der umstrittene Hundekopf des Seth, einer ja wesensähnlichen Gottheit, damit in Zusammenhang gebracht werden kann, bleibt unklar, ebenso ob sich aus dieser Theriokephalie des Schamanismus, wie er uns in den frühen Felsbildern entgegentritt, die ägyptische Götterwelt entwickelt hat.
Auch Pferd und Kamel sind keine eigenständigen Domestikationen des nordöstlichen Afrika. Da es für sie aber nach ihnen benannte Felsbildepochen gibt, sind sie hier wegen dieser besonderen kulturellen Relevanz dennoch beschrieben.
Ob der Esel autochthon in Ägypten entstand, wo es ja seine Wildform gab, ist unklar. Das Hausrind wiederum, von dem es in Nordafrika ebenfalls die Wildform gab, hat hier wegen seiner unklaren Beziehungen zum Bubalus der Felsbilder eine gewisse, nicht unproblematische Sonderstellung:
- Rind: Vorderasien gilt als Entstehungsort der Rinderzucht (Göbekli Tepe, Çatalhöyük usw.). Das Rind erreichte spätestens zu Beginn des 5. Jahrtausends v. Chr. Ägypten, denn in Merimde-Benislâme wurden in diese Zeit datierbare Rinderknochen gefunden, und es war später das wichtigste Haustier des Alten Ägypten, zuerst als Fleischlieferant, später auch als Last- und Zugtier in der Landwirtschaft, allerdings kaum als Milchlieferant (vermutlicher Grund war die damals wie heute in Nordafrika sehr verbreitete Laktoseintoleranz). Seine kultische Bedeutung als Göttersymbol (Hathor und Apisstier) sowie als Opfertier war groß. Seine Abstammung ist jedoch recht komplex (paraphyletisch bis polyphyletisch), da man hier mit nicht weniger als drei bis vier Gattungen zu rechnen hat, ohne die nie domestizierten, nur bejagten Bisons, die uns vor allem in den europäischen Höhlenmalereien etwa des Magdalénien begegnen. Aus diesen Gattungen entwickelten sich die weltweit heute vorkommenden Hausrinderarten: Bos, zu dem Wildrind und Zebu gehören, Bibos (Balirind und Mithan), Poephagus (Yak) und Bubalus, der heute als Wasserbüffel nur noch in Süd- und Südostasien vorkommt. Früher im Spätpleistozän gab es den Büffel aber als Wildtier auch in Nordafrika und Vorderasien, etwa noch zur Zeit der frühen Hochkulturen in Mesopotamien, wo er in zahlreichen Darstellungen vertreten ist und religiöse Bedeutung hat, eine über fast den gesamten Mittelmeerraum verbreitete Erscheinung. Ob es allerdings in der Ostsahara ein unabhängiges Zentrum der Rinderdomestizierung gegeben hat, ist umstritten, ebenso ob es sich bei den dortigen Felsbildern um Darstellungen von Bubalus oder vom Wildrind handelt, obwohl die typisch halbmondförmig nach hinten und nicht wie beim Rind nach vorne gebogenen Hörner, die in vielen Kulturen das Rind zu einem Symbol des Mondes und der Fruchtbarkeit werden ließen, das in manchen Abbildungen zu beweisen scheinen. Viele Forscher nehmen aber doch eher an, dass die Weidegebiete der Sahara vor allem im Bereich des an solchen Felsbildern besonders reichen Tibesti eher vom Niltal aus erschlossen wurden, was unter den damaligen Umweltbedingungen durchaus möglich gewesen wäre. Einen solchen Bevölkerungsaustausch zwischen dem damals klimatisch noch keineswegs privilegierten, eher ungemütlich sumpfigen Niltalbereich und dem Innern der Sahara-Savanne hat es nach archäologischen Befunden auch durchaus gegeben, denn eine derart weite Verbreitung kultureller Formen etwa des fast fünf Jahrtausende währenden Sahara-Sudan-Neolithikums über fast das gesamte südliche Saharagebiet wäre unter Wüstenbedingungen gar nicht möglich gewesen. Dass das Rind bereits relativ früh domestiziert war, zeigt auch die Fellscheckung in ägyptischen Darstellungen, die beim Wildrind nicht vorkommt und Folge von Einkreuzungen sein muss. Grundlage scheint unter anderem das langhornige Bos africanus gewesen zu sein. Die gewöhnliche Rinderform des Alten Ägypten war das schon aus Felsbildern vertraute Langhorn. Später gibt es Hinweise auf Kreuzungen mit wahrscheinlich eingeführten Kurzhornformen im Neuen Reich. Stammform war aber wohl das über Eurasien (Nordgrenze 60. Breitengrad) und Nordafrika verbreitete langhörnige Wildrind (Ur oder Auerochse) (Bos primigenius), das später mit kurzhörnigen Formen und vor allem in Afrika mit den weit besser tropentauglichen und durch Buckelformen gekennzeichneten (Zebus) der Unterart Bos namadicus gekreuzt wurde. Die Tatsache, dass zwar alle Rinderarten untereinander fruchtbar kreuzbar sind, nicht jedoch Büffel und Rind, wirft allerdings die bis heute ungelöste Frage auf, welchen Anteil Bubalus an der Domestizierung des Rindes in Nordafrika wirklich hatte, zumal die Felsbilder wegen der unperspektivischen Darstellung auch nicht unbedingt schlüssige Hinweise liefern können. Auch spricht die Tatsache, dass etwa der subsaharische Büffel als das gefährlichste Wildtier Afrikas gilt, gegen eine Domestikation. Molekulargenetische Untersuchungen führen hier gegebenenfalls weiter.[7] Insgesamt lässt sich beim Rind eine 3000 bis 4000 Jahre dauernde südwärts gerichter Ausbreitung vom zentralen Nordafrika aus beobachten, die etwa um 5000 v. Chr. einsetzte und offenbar auch im Zusammenhang mit der parallel ablaufenden Klimaveränderung der nun immer trockenere werdenden Sahara zu verstehen ist, welche die Hirten zwang, mit ihren Herden südwärts bzw. an die Küste oder ins Niltal zu ziehen.
- Esel: Der bereits in der ersten Hälfte des 4. Jahrtausend im vorderen Orient domestizierte Esel, von dem es bemerkenswerterweise keine eigentliche Felsbildperiode und kaum oder keine Abbildungen in Felsbildern gibt (damals herrschte die Rinderperiode der Felsbilder vor, deren Träger (halb-)nomadisierende Rinderhirten waren, die wohl keinen Zusatzbedarf an Tragtieren hatten), stammt vom heute längst ausgerotteten afrikanischen Wildesel Equus africanus ab, einem ausgesprochen Bewohner auch von Wüsten und Halbwüsten. Er ist denn auch durch Abbildungen zuerst in Ägypten auf der Städtepalette aus Abydos (Ende 4. Jh. v. Chr.), später auch aus Gräbern der 5. Dynastie in Sakkara als vielseitig verwendbares Haustier belegt. Ob das als Beweis gewertet werden kann, dass er erstmals im alten Ägypten aus dem nubischen Wildesel domestiziert wurde, wie in der Literatur vielfach berichtet, ist jedoch nach neueren westasiatischen Befunden wieder strittig. Als Reittier fand er ebenfalls bei den Vornehmen Verwendung, allerdings vor allem in einem Zweiergespann als Sänftenträger. Als eigentliches und auch königliches Reittier ist er aber erst etwa ab dem 17. bis 15. Jahrhundert v. Chr. belegt.
- Pferd: Es wurde vermutlich bereits im 5. Jahrtausend v. Chr. in Zentralasien domestiziert, wo auch seine Urform lebte. Ab ca. 1500 beginnt dann in der Sahara die Pferdeperiode der Felsbilder, Zeichen, dass das Pferd nun als Haustier Verwendung findet. Die frühen Pharaonen vor allem des Alten Reichs allerdings hat man sich allenfalls auf von Eseln getragenen Sänften vorzustellen, denn die ersten Pferde wurden in Ägypten erst während der Zeit der Hyksos (1650–1541), die die Ägypter vor allem wegen ihrer auf Pferden basierenden Kriegstechnik besiegten und unterwarfen, als Zugtiere vor allem für Streitwagen eingeführt, doch blieb das Reiten stets von untergeordneter Bedeutung, zumal Erfindungen wie Hufeisen, Sporn und Steigbügel erst relativ spät kurz vor und nach der Zeitenwende vor allem von den Reitervölkern in Zentralasien (Skythen, Awaren, Hunnen, Mongolen) und Europa gemacht und noch später nach Ägypten eingeführt wurden, so dass die damaligen Reiter wohl nur eine Satteldecke und einfache Zügel zur Verfügung hatten, wie man sie auch bei Zugtieren benutzte. Auch war das Hauspferd wegen seines hohen und ständigen Wasserbedarfs ja in der Wüste weitgehend unbrauchbar, was ebenfalls auf das geringe Bedürfnis nicht nur der damaligen Ägypter hinweist, die Wüste zu durchqueren, die für sie vor allem der Ort der Toten war.
- Kamel: Kurz vor Christi Geburt beginnt die Kamelperiode der nun qualitativ immer mehr abnehmenden, mitunter graffitiähnlichen Felsbilder, die auf die nun um die Zeitenwende erfolgte Einführung der Domestikation von Kamelen auch in Ägypten hinweist, eigentlich einhöckrigen Dromedare, deren ursprüngliche, längst ausgestorbene Wildformen man im Süden der Arabischen Halbinsel vermutet, wo es möglicherweise in Oman im 3. Jahrtausend v Chr. domestiziert wurde wie zuvor schon im Hochland von Iran und in Mesopotamien. Doch gehörte es nicht zu den klassischen Haustieren des Alten Ägypten, da es das feuchte Niltalklima nicht verträgt. Erst in der Ptolemäerzeit (305–30 v. Chr.) setzte es sich als Haustier in Ägypten und der Sahara endgültig durch, auch hier ein Zeichen dafür, wie gering der Bedarf der Ägypter an Tieren war, die die von ihnen ja gefürchtete Wüste unbeschadet durchqueren konnten. Und heute dient es vor allem als Fleischlieferant, wie man an den zahlreichen Transporten mit Fleischkamelen sieht, die talwärts in Richtung Kairo rollen. Gelegentlich findet man aber vor allem in der zentralen, für Autos schwer gangbaren Sahara auch noch Kamelkarawanen.
- Domestizierungsversuche: Sie sind im alten Ägypten in der 12. Dynastie für die Oryx-Antilope und die Dorkasgazelle belegt, sind aber anscheinend aus unbekannten Gründen aufgegeben worden, vermutlich misslungen, obwohl gerade die Oryx wegen ihrer Wüstentauglichkeit (sie benötigt kaum Wasser, da sie es selbst metabolisch produziert) sehr geeignet gewesen wäre.[8]

## Pflanzendomestikationen

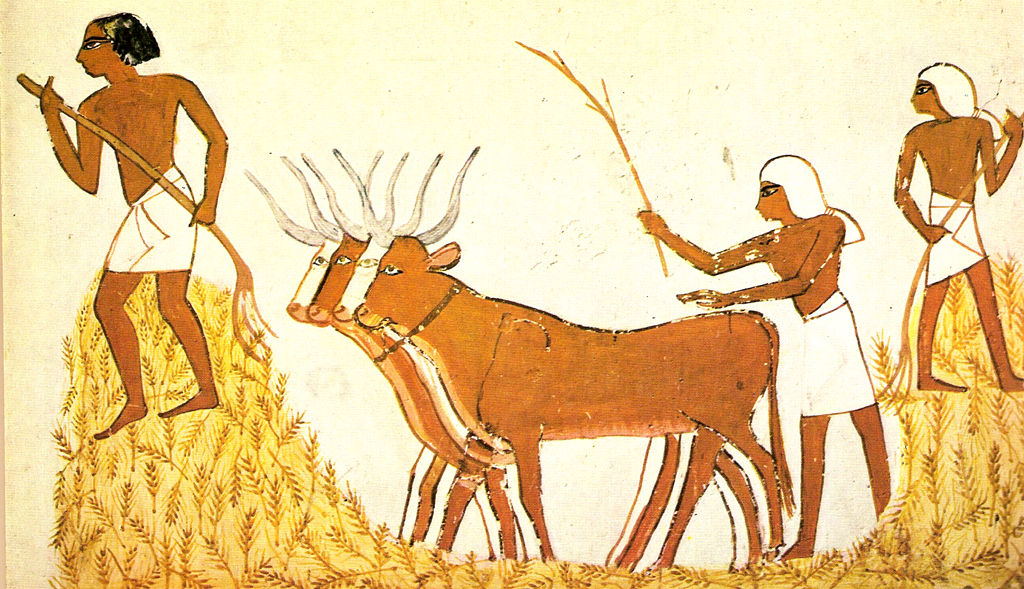
Dreschen des Weizens

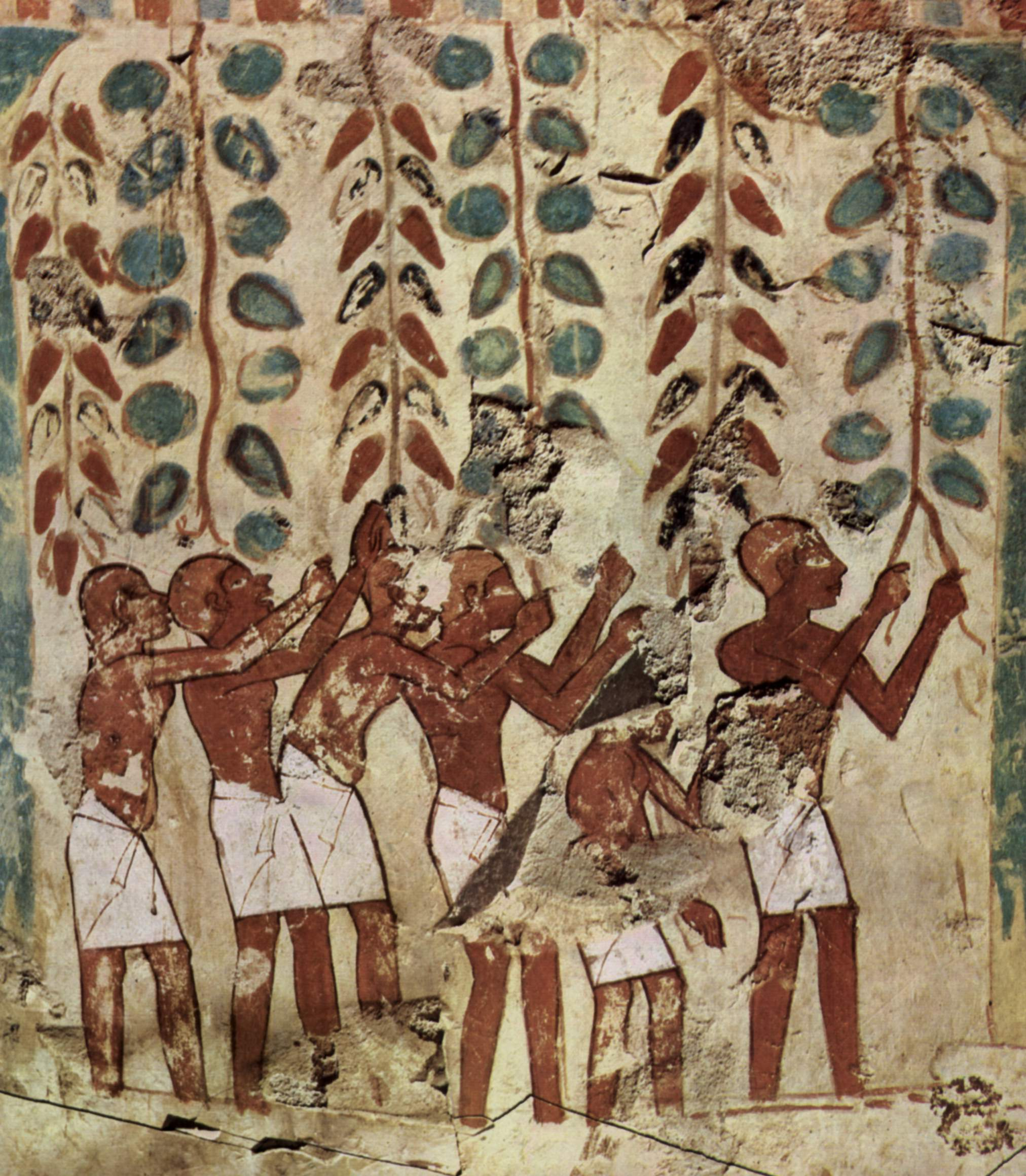
Grabkammer des königlichen Schreibers Userhêt: Weinpresse

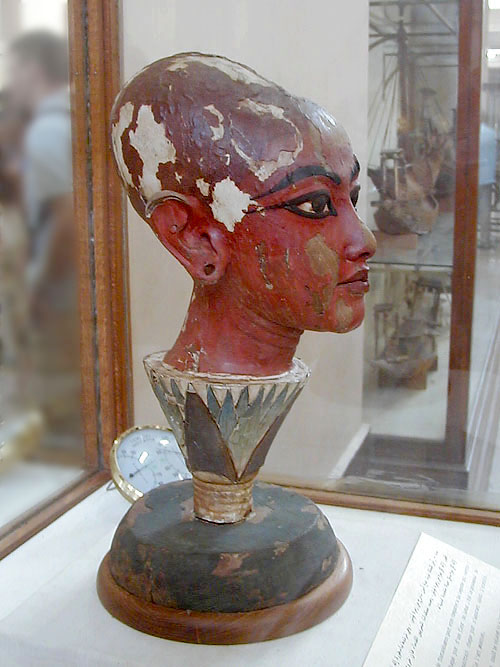
Tutenchamun, wie er aus dem göttlichen Lotos auftaucht

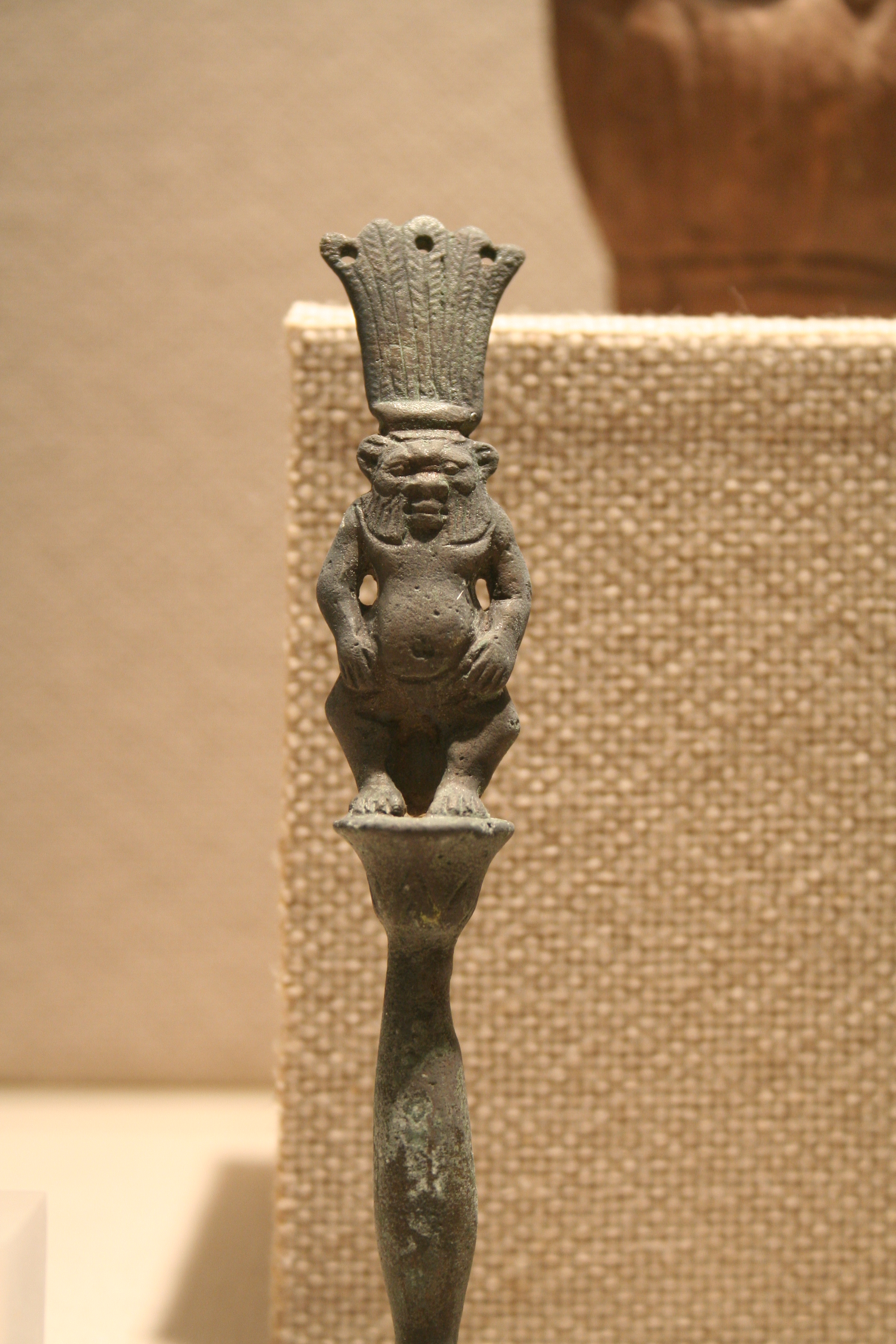
Der Gott Bes auf einem Papyrusstamm sitzend

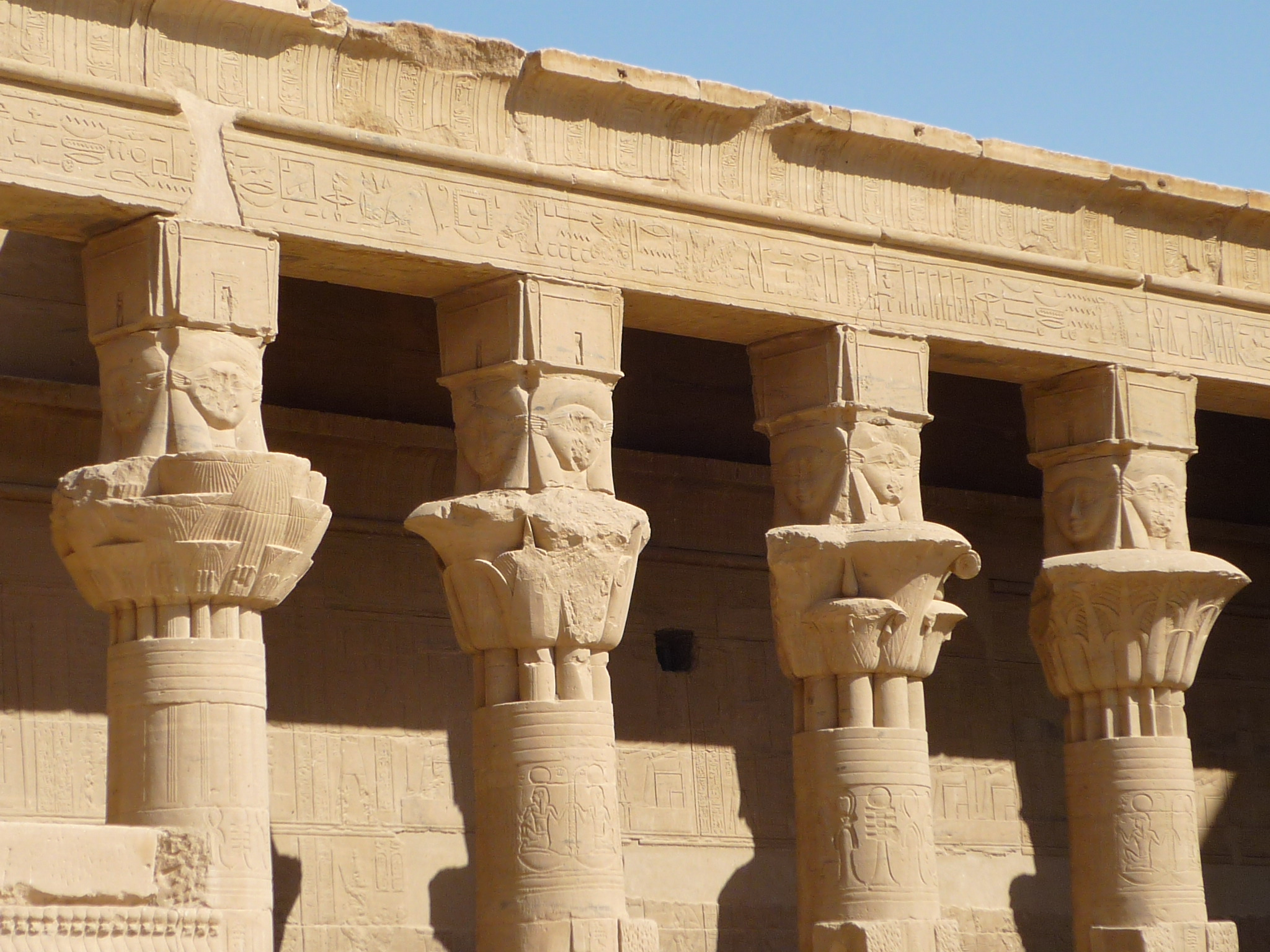
Isis-Tempel in Philae mit verschiedenen Blumenkapitellen: Papyrus, Lilien und Lotus, alles heilige Pflanzen

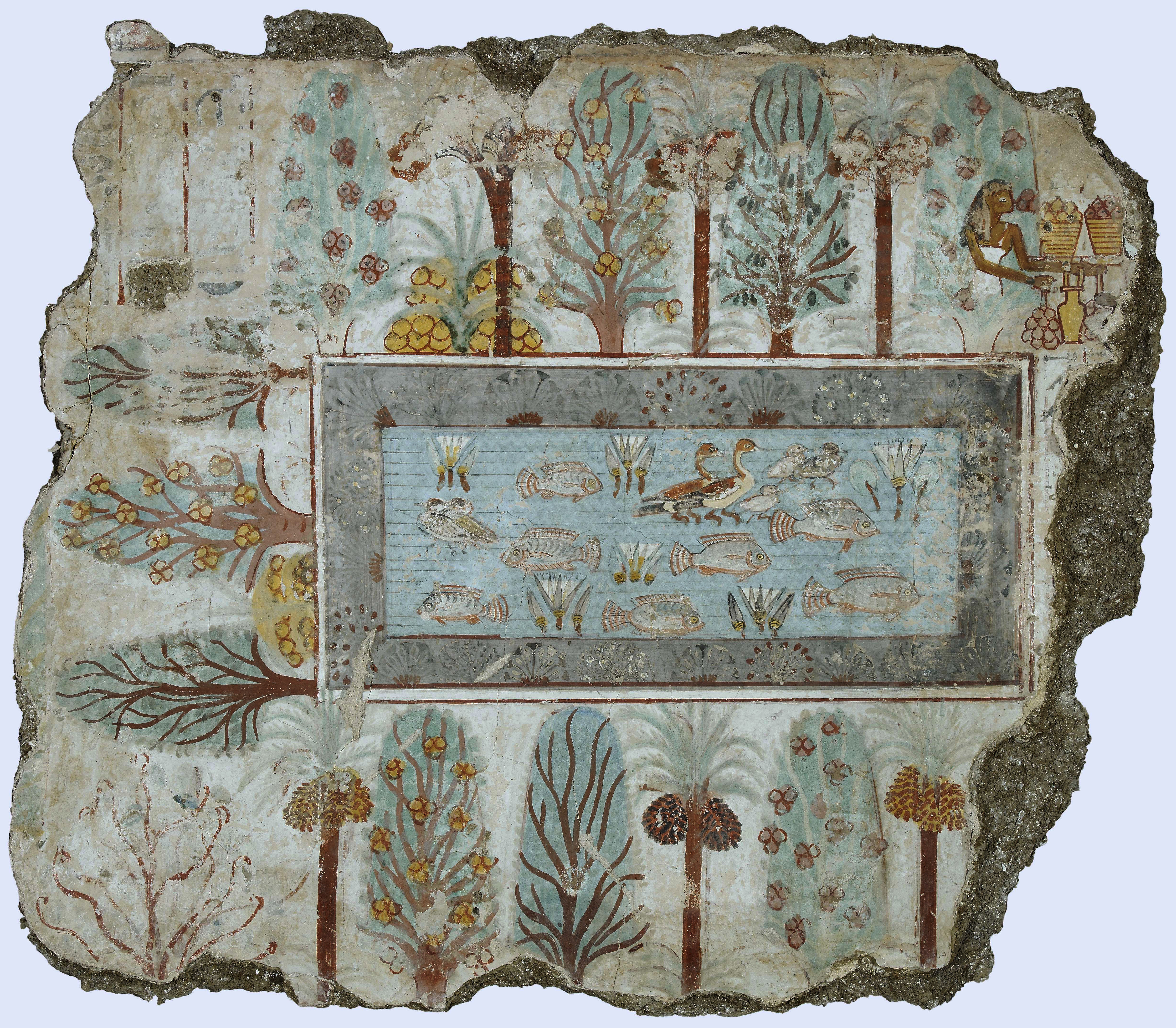
Künstlich angelegter Fischteich mit zahlreichen Tilapia-Fischen in einem Park mit Dattelpalmen, Granatapfelbäumen und Sykmoren in einer Wandmalerei der Grabkapelle des Nebamun in Theben-West, wohl um 1400 v. Chr.

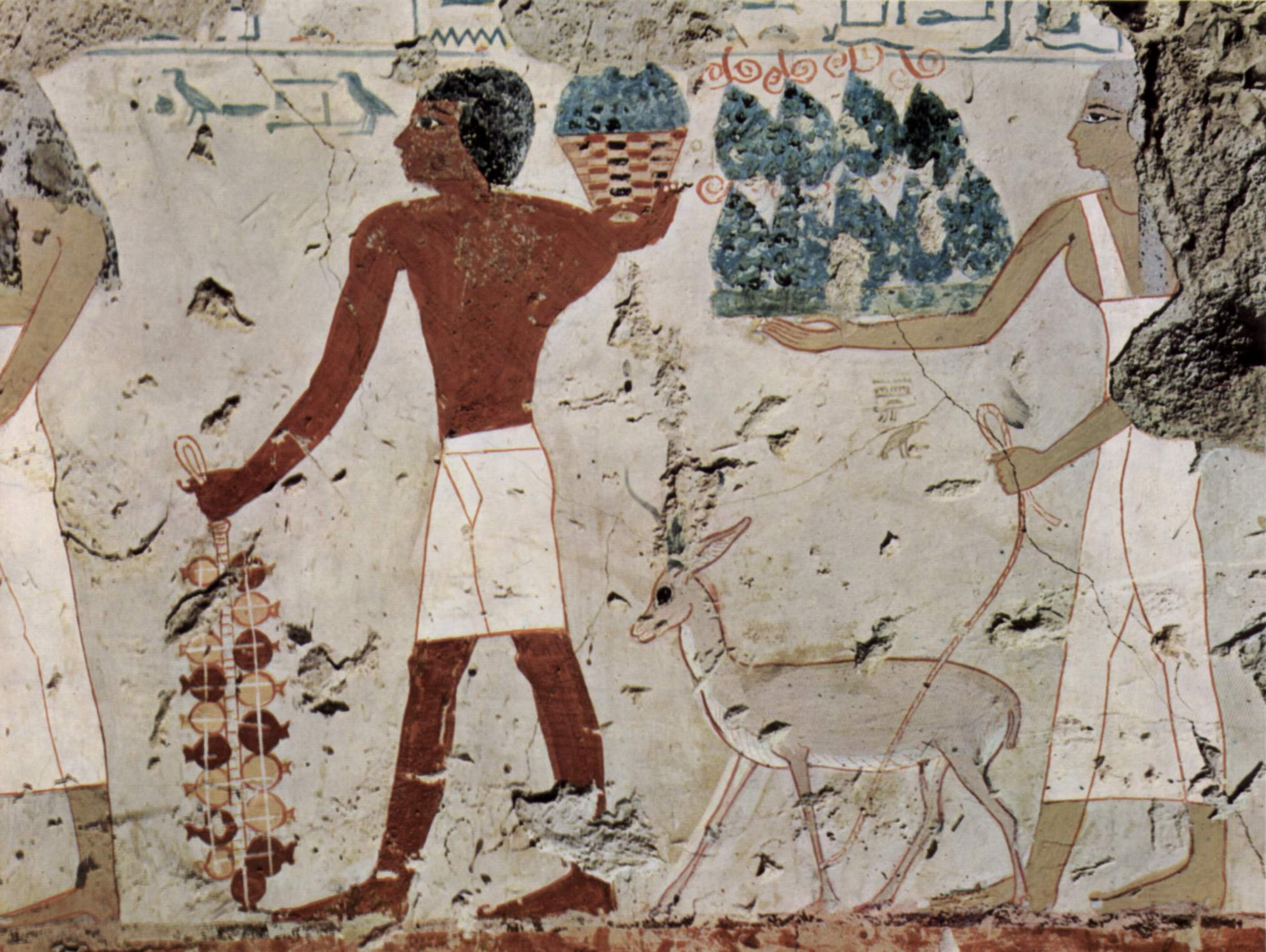
Grabkammer des Amenemhêt, ranghoher Offizier unter der Regierung des Thutmosis III., Szene: Opferträger, der Granatäpfel und Zwiebeln darbringt, hinter ihm weiter Opfergaben: Gazelle und Trauben

### Problematik
Ihr Ursprung ist bedeutend schwieriger zu ermitteln als der der Haustiere, da es für sie allenfalls archäobiologische Funde, jedoch kaum Abbildungen aus der für die Domestizierung relevanten Periode gibt, wenngleich altägyptische Fresken von meist als Ernteprodukt dargestellten Pflanzen geradezu wimmeln, deren artspezifische Zuordnung allerdings häufig recht spekulativ ausfällt. Und Berichte sind meist auch nicht sonderlich aussagekräftig, sofern vorhanden. Zudem ist hier mit kaum noch zu entschlüsselnden Parallelentwicklungen und Vermischungen zu rechnen. Andererseits gilt aber auch hier, was grundsätzlich zur Haustierdomestikation gesagt wurde, dass die Art und Weise, wie die Neolithiker den kritischen Ernährungskrisen begegneten, die mit den verschiedenen Klimaveränderungen einhergingen, aussagekräftig ist für den Stand ihrer kulturellen Entwicklung. Und nicht umsonst sieht die Struktur der domestizierten subsaharischen Pflanzenwelt ganz anders aus als die Nordafrikas und hier insbesondere die Ägyptens und des Nordsudan, die schon durch die räumliche Nähe zu den Kernbereichen des Neolithikums etwa im Fruchtbaren Halbmond und in Mesopotamien und Kleinasien begünstigt waren und denn auch nicht nur die meisten ihrer Haustiere von dort bezogen, sondern auch viele ihre Nutzpflanzen, von denen im Grunde nur potentiell die Dattelpalme, sicher der Papyrus, eventuell der Flachs (Lein) sowie vermutlich Sorghum und Fingerhirse und vielleicht die Erbse im nordostafrikanischen Großraum (auch) domestiziert wurden, nicht hingegen die Getreidesorten. Das weist aber andererseits darauf hin, wie eng der kulturelle Kontakt zwischen Sudan, Ägypten und dem Vorderen Orient schon ab etwa dem 5. Jahrtausend v. Chr. in spätneolithischer bis vordynastischer Zeit der Merimde- und Fayum-A-Kultur war. Die Diffusion dieser Domestikationen in das Sahara-Sudan-Neolithikum hinein ist ein weiteres Symptom dieser Entwicklung, die z. B. auch am Vorhandensein von Reibschalen, Reibsteinen und früher Keramik zu erkennen ist, die ja vor allem mit der Aufbewahrung, Zubereitung und dem Verzehr pflanzlicher Nahrung verbunden waren.
An Hieroglyphen für Pflanzen finden sich bei Gardiner: Palme, Lotus, Papyrus, Schilf, Binse, Riedgras, Emmer, Korn, Flachs und Wein.

### Nicht-Nahrungspflanzen
Von den nicht der Ernährung dienenden Pflanzen Baumwolle, Lein und Papyrus ist nur die letztere mit Sicherheit eine ägyptische Domestikation.
- Die Baumwolle stammt aus Indien, wo sie für ca. 3000 v. Chr. in der Induskultur erstmals nachgewiesen wurde, in Mexiko allerdings schon bedeutend früher (Tehuacán 4300 v. Chr.). Nach Mesopotamien kam sie im ersten vorchristlichen Jahrtausend vermutlich aus Indien, mit dem damals schon Handelsverbindungen bestanden. In Ägypten scheint sie, obwohl unsichere Quellen eine sehr viel ältere Nutzung suggerieren, aber erst durch die islamischen Araber eingeführt worden zu sein, die die Baumwolle auch um 800 n. Chr. nach Europa brachten. Der extensive, und für die Intensivwirtschaft des flächenarmen Niltales eigentlich ungeeignete Baumwollanbau dürfte sogar erst eine Folge des Kolonialismus gewesen sein. Vor allem die britische Herrschaft in Ägypten war hier entscheidend, als 92 % der ägyptischen Exporte aus Baumwolle bestanden (heute noch gut die Hälfte).[9]
- Lein (Flachsfaser) ist eine der ältesten Faser- und Nahrungsmittelpflanzen (die Ölsamen wurden, ausgepresst, gegessen und den Toten als Speise mitgegeben). Im Iran wurden 7000 bis 9000 Jahre alte Leinsamen und Kapseln der wilden Flachsform und in Syrien hunderte Samen einer kultivierten Flachsform gefunden. Als Kulturpflanze ist sie in Ägypten seit dem 5. Jahrtausend v. Chr. bekannt. Als Nahrungsmittel war sie zuerst im 4. Jahrtausend v. Chr. nutzbar gemacht worden, später war sie dann als Rohstoff für Leinwand in unterschiedlichster Qualität (die beste hieß Königsleinen) von großer Bedeutung. Die Mumien sind alle in Lein gewickelt. Die frühesten Nachweise des Flachsanbaus finden sich ebenfalls für das 5. Jahrtausend v. Chr. in Mesopotamien.
- Papyrus war seit dem 3. vorchristlichen Jahrtausend in Ägypten im Gebrauch und lange Zeit bis zur Entdeckung der Papierherstellung das wichtigste Schreibmaterial. Es wurde auch für den Bau von Nilbooten genutzt. (Thor Heyerdahl versuchte 1969/70 daher, mit den nach ägyptisch-phönizischem Vorbild entworfenen Papyrusbooten Ra I und Ra II von Marokko aus Amerika zu erreichen, um so die ägyptische Besiedelung des Kontinents als zumindest technisch-seemännische Möglichkeit zu beweisen.)
- Auffallend ist auch die Vorliebe der Ägypter für Blumen aller Art, von denen einige wie der Lotos, der ihnen als Urwesen und Zeichen des Urgottes Nefertem sowie des Sonnenlaufs galt, sehr heilig waren. Sie übergossen ihre Toten geradezu mit Blumen, wie man von der Mumie Tutenchamuns weiß. Auch in Fresken, Architektur und bei Gebrauchsgegenständen wie Fächern oder Möbeln sind Blumenmotive häufig, die so einen besonders starken Kontrast bilden zu der die Ägypter sonst überall umgebenden Wüste.

Alle drei Nutzpflanzen sind jedoch keine Pflanzen der Wüste oder Savanne und daher hier nur von geringer Bedeutung, zumal ihre Nutzung kulturell schon relativ hoch entwickelte Bedürfnisse (Schrift, bequeme bis luxuriöse, auch ständisch differenzierbare Bekleidung) und technische Anforderungen (kämmen, spinnen, weben, schneidern etc.) zur Voraussetzung hat, vor allem wenn man berücksichtigt, dass auch die Verwendung von Schafwolle zur Stoffherstellung in Ägypten noch bis ins 2. Jahrtausend v. Chr. unbekannt war, obwohl man Schafe schon seit Beginn des 5. Jahrtausends hielt.

### Nahrungspflanzen
Zu der pflanzlichen Speisepalette der Ägypter schreibt der nach J. H. Breasted beste Kenner der ägyptischen Geschichte:

„Zu den besten Zeiten seiner Geschichte waren Ägyptens Hilfsquellen unvergleichlich groß. Mit Ausnahme der ganz schlimmen Jahre hatte es Getreide im Überfluss. Dessen wichtigste Arten waren Gerste, Spelz, eine grobkörnige Weizensorte (Dinkel). An Gemüsen gab es vor allem Linsen, Bohnen, Gurken, Lauch und Zwiebeln, an Obst Datteln, Maulbeerfeigen und gewöhnliche Feigen, Persea (Avocadobirne) und vor allem das Himmelsgeschenk der Weintraube.“

- Keine der eigentlichen Getreidearten, weder Emmer, Einkorn, Gerste, – dies waren die ersten domestizierten Getreidearten überhaupt – Weizen, Dinkel oder Reis, von dem es eine afrikanische Variante gibt, stammt aus Nordafrika. Weizen und Gerste, die ein mediterranes Klima verlangen, wurden zuerst in Vorderasien angebaut, von wo aus sie relativ bald nach Nordafrika gelangten, wo sie vor allem mit Hilfe von Bewässerungsanlagen am Nil und später in Äthiopien angebaut wurden, sonst aber nirgends in Afrika. Die südliche Anbaugrenze für Nordostafrika lag in etwa bei Khartum.
- Weitere domestizierte Gräser: Neben dem Sorghum und der Fingerhirse (Eleusine coracana) sowie Perlhirse (Pennisetum glaucum) als wichtigsten Pflanzen wurden in Afrika sechs weitere Gräser domestiziert. Hauptanbauzone des Sorghum war die Sahelzone, also der Bereich zwischen Tschad-See und Nil. Die ersten beiden Pflanzen sind relativ resistent gegen Trockenheit und könnten ihren Ursprung also durchaus im Bereich der heutigen Libyschen Wüste gehabt haben, als diese noch etwas feuchter war. Ihre Bedeutung resultiert vermutlich gerade aus der Tatsache der Aridisierung, die sie am längsten tolerierten. Der früheste Nachweis für beide ersten Pflanzen stammt von Abdrücken an Töpfen aus Kadero (Sudan).[10] Insgesamt wurden offenbar aber noch weitere Wüstengräser genutzt, dazu Gräser, die nur südlich des Sahel verbreitet waren, etwa der Afrikanische Reis, die hier aber nicht relevant sind.
- Wurzelpflanzen: Keine dieser Pflanzen, auch nicht die bei den Gemüsen besprochene Zwiebel, ist autochthon für Nordafrika. Das gilt auch für den Yams als wichtigste, der vermutlich nicht aus Asien eingeführt wurde, sondern auch im südlichen Afrika domestiziert worden ist und heute vor allem im Westen Afrikas angebaut ist, wo er der wichtigste Stärkelieferant überhaupt ist. Obwohl es ihn in Afrika vermutlich schon vier- bis fünftausend Jahre lang gibt, ist er für den Norden des Kontinents nicht nachweisbar, was allerdings auch daran liegt, dass er als Knollengewächs keine archäologisch verwertbaren Spuren hinterlässt. Doch ist er im Alten Ägypten auch nicht durch Aufzeichnungen bezeugt. Während der Feuchtphasen der Sahara könnte es Yams aber dort durchaus gegeben haben, zumal er sicherlich schon während der Jäger-Sammler-Zeit als nahrhafte und gekocht süßlich schmeckend Knolle (roh ist sie giftig) sehr begehrt gewesen sein dürfte.
- Baumfrüchte: Die Feige Ficus carica wurde in Kleinasien, Mesopotamien und Palästina schon sehr früh domestiziert, ist dort schon seit über 11.000 Jahren als Nutzpflanze bekannt (11.400 B. P. Jericho) und war im gesamten Mittelmeerraum verbreitet. Schon im Mittleren Reich war sie bekannt und begehrt. Die Dattelpalme ist in Nordafrika als Nutzpflanze nachgewiesen und ein Gewächs der Oasen, wo sie oft auch wild vorkommt. Ihre Abstammung ist aber nicht sicher geklärt. Die Ölpalme wurde für 4000 v. Chr. bei Khartum nachgewiesen. Der in Ägypten beliebte Granatapfelbaum stammt wohl aus dem West-Himalaya und dem südlichen Mittelasien und wurde bereits um 3000 v. Chr. im östlichen Mittelmeergebiet kultiviert, zählt somit zu den ältesten Kulturpflanzen. Von den bei Gardiner erwähnten Baumfrüchten ist die Maulbeerfeige als Frucht des klassischen Wüstenbaumes Sykomore schon im Alten Reich um 2600 v. Chr. belegt. Da die Früchte allerdings nicht besonders schmecken und vor allem als Arznei verabreicht wurden, könnte Gardiner aber auch die Echte Feige gemeint haben, die ja auch zu den Maulbeergewächsen gehört. Mit Persea kann allerdings nicht die aus Amerika stammende Avocadobirne gemeint sein, eventuell jedoch der aus Kleinasien stammende und über den ganzen Mittelmeerraum verbreitete Lorbeerbaum, der ja wie Persea zu den Lorbeergewächsen gehört, die im Englischen gelegentlich (etwa im Großen Webster) auch als Persea zusammengefasst werden.
- An Gemüsen und Hülsenfrüchten seien hier vor allem die Saubohne genannt, deren Heimat Vorderasien ist. Die meisten heute angepflanzten Bohnenarten stammen aber aus Amerika. Die Augenbohne bzw. Kuhbohne ist aber in Afrika beheimatet, wo sie bis heute angebaut wird. Der Anbau in Westafrika reicht 5000 bis 6000 Jahre zurück und war eng mit dem Anbau von Sorghum und Perlhirse verbunden. Die in Nordostafrika heimische Straucherbse wurde in ägyptischen Gräbern aus dem 3. Jahrtausend gefunden und könnte eine lokale Domestikation sein. Die Linse gehört ebenfalls zu den ganz alten Kulturpflanzen und wurde im Orient kultiviert. Aber auch hier gilt, dass es sich um keine Pflanzen Nordafrikas gehandelt hat. Von den bei Gardiner erwähnten Gemüsepflanzen Gurke, Lauch und Zwiebel ist die Gurke allerdings erst um 600 v. Chr. aus Indien kommend für Mesopotamien nachweisbar und für 200 v. Chr. im Mittelmeergebiet, so dass es sich hier wohl um eine Verwechselung handeln dürfte, vermutlich entweder mit der Wassermelone, von der die ersten domestizierten Formen aus der Zeit um 2000 v. Chr. aus dem Alten Ägypten und aus Westasien stammen oder mit der Zuckermelone, deren Domestizierung sogar auf die Zeit um 3000 v. Chr. geschätzt wird und die seit etwa 2000 v. Chr. im Alten Ägypten kultiviert worden ist, ebenso in Mesopotamien, Ost-Iran und China, in Indien etwa um 1000 v. Chr. Vor allem letztere ist, sofern ohne Süße, der Gurke in Aussehen und Geschmack sehr ähnlich. Der überall im Mittelmeergebiet wild wachsende Lauch (Allium porrum) bzw. Knoblauch (Allium sativum), eine vor allem aus Zentralasien stammende Pflanzen, ist schon für die Zeit um 2100 v. Chr. für die Sumerer bezeugt und wenig später auch für das Alte Ägypten etwa als Speise der Pyramidenarbeiter. Die Küchenzwiebel (Allium cepa) schließlich, eine Lauchverwandte, gehört ebenfalls zu den ältesten Kulturpflanzen weltweit. Ihre Urform stammt aus dem Gebiet von Afghanistan. Das Alte Ägypten kannte sie schon vor über 5000 Jahren und sah sie wegen ihrer runden Form als Symbol des Universums an. Wie in allen derartigen Fällen ist es heute aber unmöglich zu sagen, wer sie als erste domestizierte und wo das geschah, vermutlich hat man wie in anderen Fällen auch mit mehreren Ursprüngen zu rechnen, zumal Zwiebeln aller Art, vor allem solche der Gattung Allium, als leicht zu findendes und wohlschmeckendes, dazu heilwirksames (es enthält das antibakterielle und blutdrucksenkende Allicin) Knollengewächs sicher schon auf dem Speiseplan der Paläolithiker gestanden haben.
- Wein: Die Domestizierung des Weins fand in Vorderasien statt. Mit Sicherheit haben bereits die Sumerer im 4. Jahrtausend Weinbau betrieben. Aber auch in Ägypten war etwa um diese Zeit der Weinbau bereits bekannt. Die eine Urform der Weinrebe kommt auch bis Palästina und Nordwestafrika vor (Vitis vinifera ssp. sylvestris), die andere, Vitis vinifera ssp. caucasica, entstammt dem Bereich Ukraine, Kaukasus (vermutlich der Ort, wo der Wein zuerst erfunden wurde wie schon die Geschichte um Noach nahelegt), und ist über den Iran bis nach Kaschmir verbreitet. Aber auch hier gilt, dass Wein zwar vor allem für die Region der Ostsahara ein bedeutsames kulturelles und uraltes Phänomen war, aber nicht von dort stammt.